# Johannes Bugenhagen

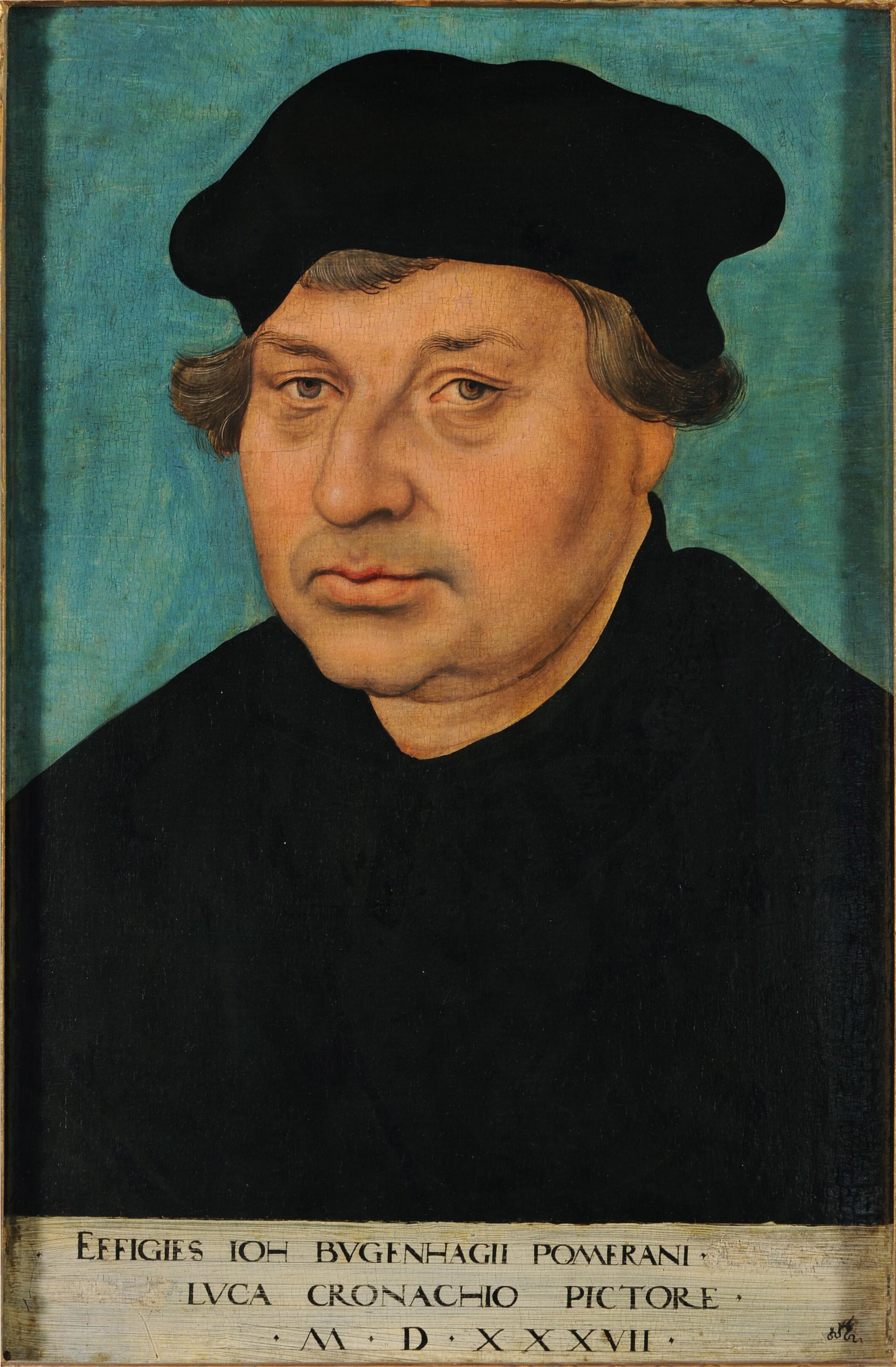
Johannes Bugenhagen porträtiert von Lucas Cranach d. Ä. 1537, Öl auf Holz, Lutherhaus Wittenberg

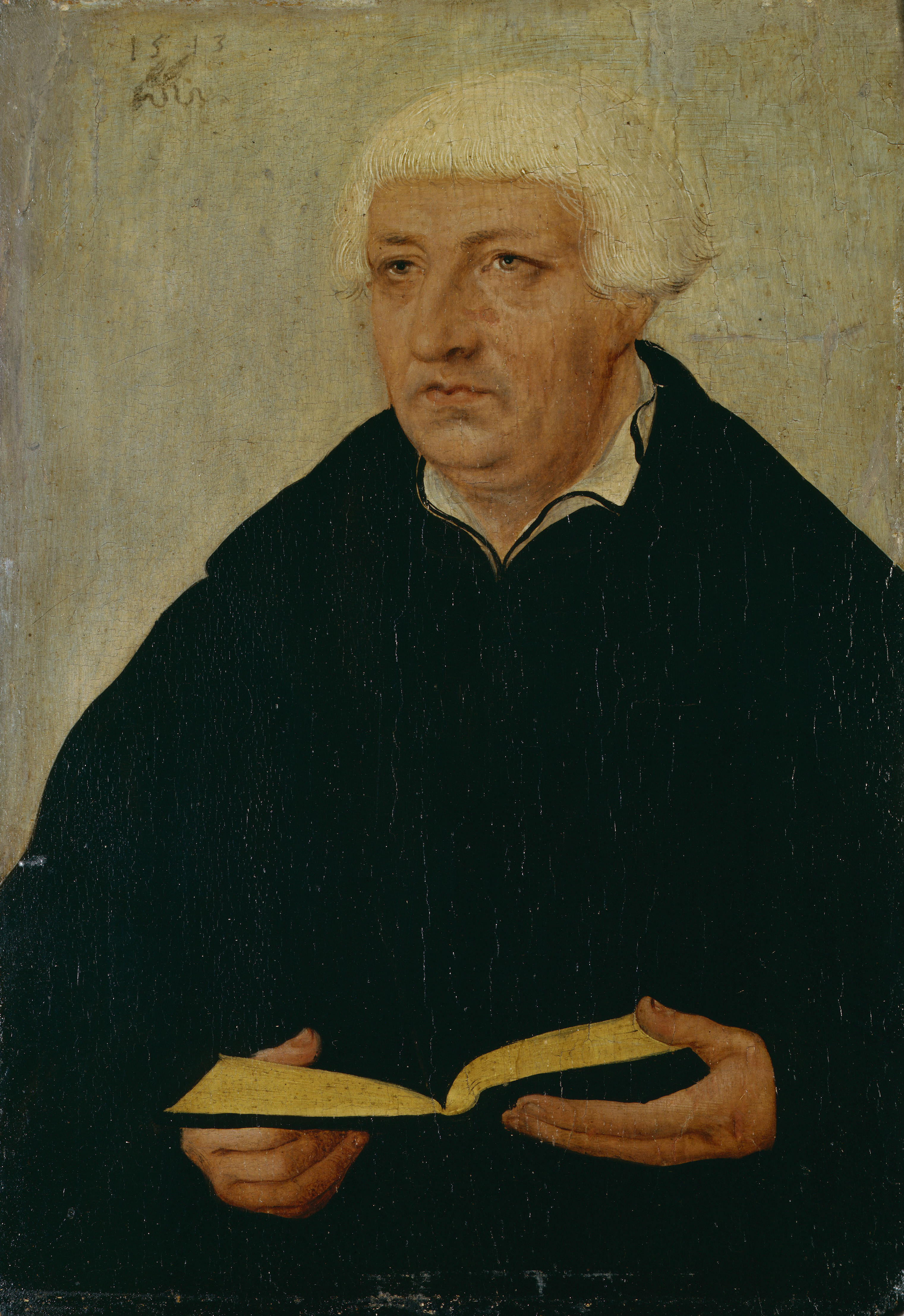
Johannes Bugenhagen porträtiert von Lucas Cranach d. Ä. 1543, Öl auf Eichenholz, 20 × 14 cm, Herzog Anton Ulrich-Museum, Braunschweig

Johannes Bugenhagen (* 24. Juni 1485 in Wollin, Herzogtum Pommern; † 20. April 1558 in Wittenberg, Kurfürstentum Sachsen), auch Doctor Pomeranus genannt, war ein bedeutender deutscher Reformator und Weggefährte Martin Luthers.
Nach dem Studium in Greifswald und Wirken in Treptow an der Rega schloss sich Bugenhagen 1521 den Ideen Luthers an, wurde 1523 Pfarrer an der Stadtkirche Wittenberg, Lehrer an der Universität Wittenberg und Generalsuperintendent des sächsischen Kurkreises. Als Reformator entwickelte er neue Kirchenordnungen für Braunschweig, Braunschweig-Wolfenbüttel, Dänemark, Hamburg, Hildesheim, Holstein, Lübeck, Norwegen, Pommern und Schleswig. Bei der Entwicklung der Kirchenordnungen und bei der Übersetzung der Bibel hat er eine nachhaltige Bedeutung für die sich herausbildende Evangelisch-lutherische Kirche erlangt. Als Freund Martin Luthers war er nicht nur dessen Vertrauter und Beichtvater, sondern schloss auch dessen Ehe mit Katharina von Bora, vollzog die Taufe ihrer Kinder und hielt die Leichenpredigt für Luther.

## Leben

### Anfangsjahre

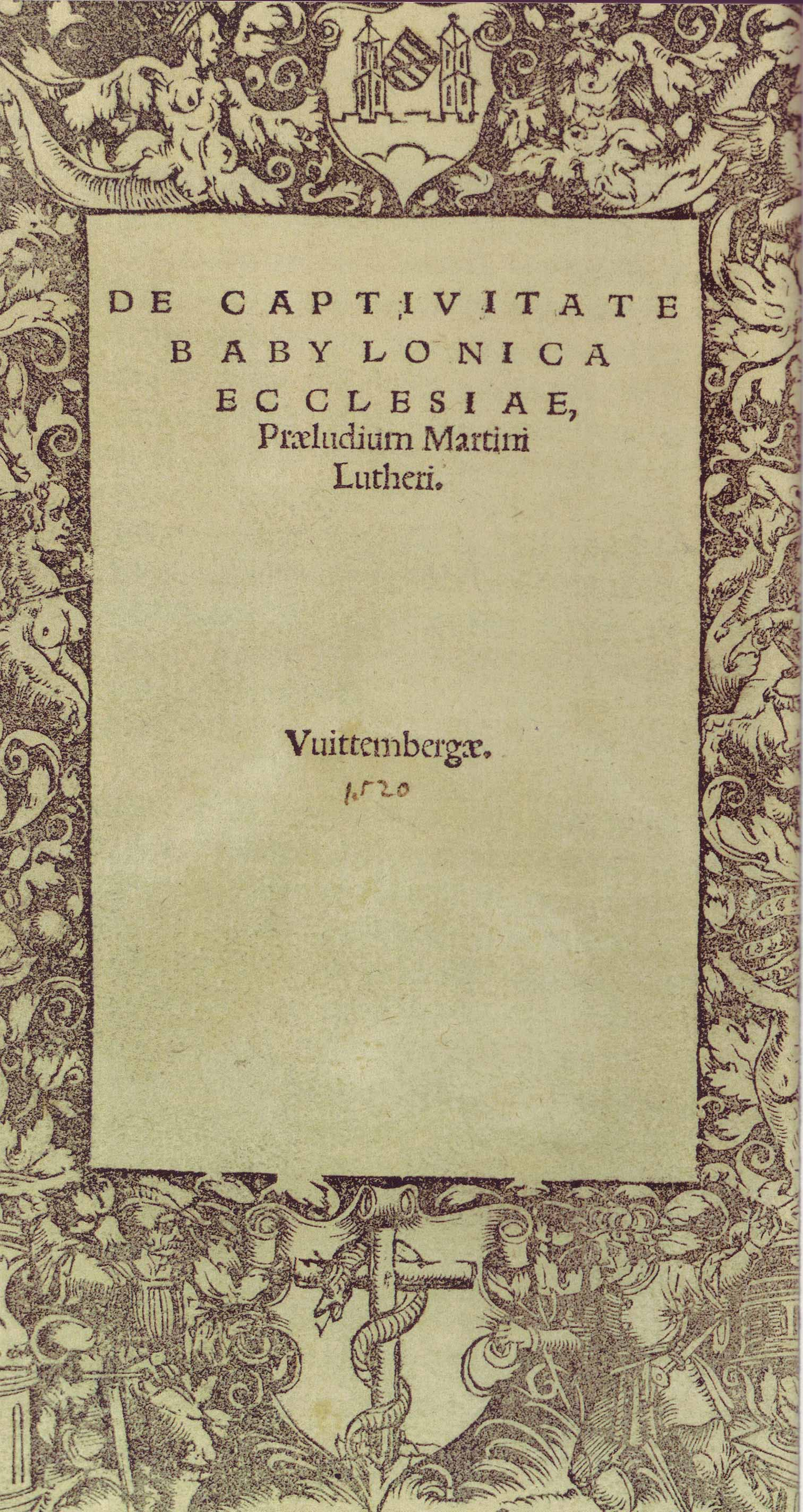
De captivitate Babylonica ecclesiae. Praeludium Martini Lutheri.1520. Von der babylonischen Gefangenschaft der Kirche

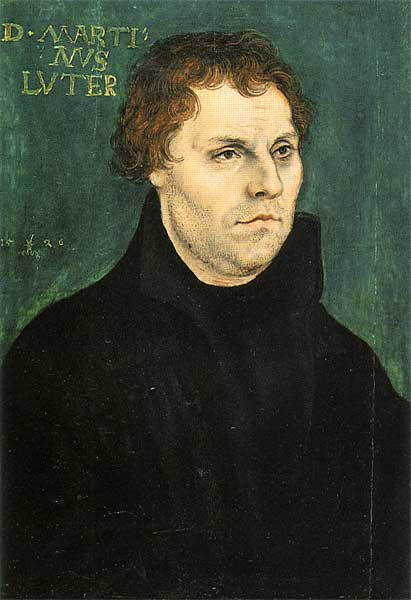
Martin Luther um 1526, porträtiert von Lucas Cranach dem Älteren, Öl auf Eichenholz, 21,5 × 15,5 cm, Privatsammlung

Über Bugenhagens Jugend ist fast nichts bekannt. Sein Vater Gerhard Bugenhagen war Ratsherr, möglicherweise auch Bürgermeister, in Wollin. Die Familie erhielt Unterstützung von der Äbtissin Maria des Zisterzienserklosters in Wollin, einer Schwester des Pommernherzogs Bogislaw X. Bugenhagen hat vermutlich bis zu seinem 16. Lebensjahr die Schule in Wollin besucht, denn Anhaltspunkte für einen Schulbesuch in Stettin ließen sich nicht erbringen. Daraufhin immatrikulierte er sich am 24. Januar 1502 an der Universität Greifswald und lernte hier die Grundthemen der Artes kennen. Im Sommer 1504 verließ er die Universität, ohne einen akademischen Grad erworben zu haben. Ende des Jahres ging er zunächst als Lehrer an die Stadtschule in Treptow an der Rega und wurde dort zum Rektor berufen.
Hier hielt er Lateinunterricht und legte aus eigenem Antrieb die Bibel aus. Dabei fand er interessierte Zuhörer unter den Bürgern der Stadt wie auch den Mönchen aus dem nahe gelegenen Kloster. Der Ruf der Schule drang bis nach Livland und Westfalen und zog von dort auch Schüler an. Obschon er nicht Theologie studiert hatte, wurde Bugenhagen 1509 zum Priester geweiht und als Vikar an der Treptower Marienkirche bestätigt. Er vertiefte sich autodidaktisch in die Lehre der Theologie und stand 1512 mit dem Humanisten Johannes Murmellius in Verbindung, der ihn auf die Schriften des Erasmus von Rotterdam aufmerksam machte. Dabei hielt er Kontakt zu den Mönchen des Klosters Belbuck und übte dort einen starken Einfluss aus. Im Jahr 1517 wurde ihm deshalb im Kloster Belbuck die Stelle eines Lektors an der vom Abt Johann Boldewan kurz zuvor eingerichteten Mönchsschule vermittelt. Im Auftrag des Abtes legte er hier den Mönchen die Heilige Schrift und die Kirchenväter aus.
Ebenfalls 1517 begann Bugenhagen im Auftrag seines Landesherrn, Herzog Bogislaw X., mit den Arbeiten zu einer Chronik von Pommern. Dazu begab er sich auf eine ausgedehnte Reise durch Pommern, um historische Materialien und Überlieferungen zu sammeln. Am 27. Mai 1518 übergab er die fertiggestellte Chronik dem Herzog mit einem Widmungsschreiben. Diese mit leicht humanistischen Zügen versehene Chronik Pomerania ist die erste zusammenhängende Darstellung der pommerschen Geschichte, geschrieben auf Latein und Vorbild für die späteren hoch- und niederdeutschen Chroniken Pommerns von Thomas Kantzow. Der Auftrag Bogislaws X. erfolgte auf Bitten des Kurfürsten Friedrichs des Weisen von Sachsen als Pendant zu einer in Arbeit befindlichen Geschichte Sachsens.
Bald erreichten Bugenhagen Martin Luthers Schriften. Nach der Überlieferung soll ihm bei einem Abendessen mit der Treptower Geistlichkeit im Hause des Pfarrherrn der Marienkirche Otto Slutow (Schlutow) der Hausherr den Traktat „De captivitate Babylonica ecclesiae, praeludium“ (Von der babylonischen Gefangenschaft der Kirche) Martin Luthers vorgelegt haben. Zunächst soll er diese Schrift als Ketzerei abgetan haben. Als er sie aber sorgfältiger bearbeitete, soll in ihm ein Sinneswandel stattgefunden haben. Aufgrund dessen schrieb er an Luther, um mehr von ihm zu erfahren. Luther blieb freundlich und übersandte Bugenhagen seinen „Tractatus de libertate Christiana“ (Traktat von der Freiheit des Christenmenschen), welcher die Summe des von Luther damals entwickelten Glaubensverständnisses enthielt.

### Erste Wittenberger Jahre

#### Studium und erste Vorlesungen an der Universität

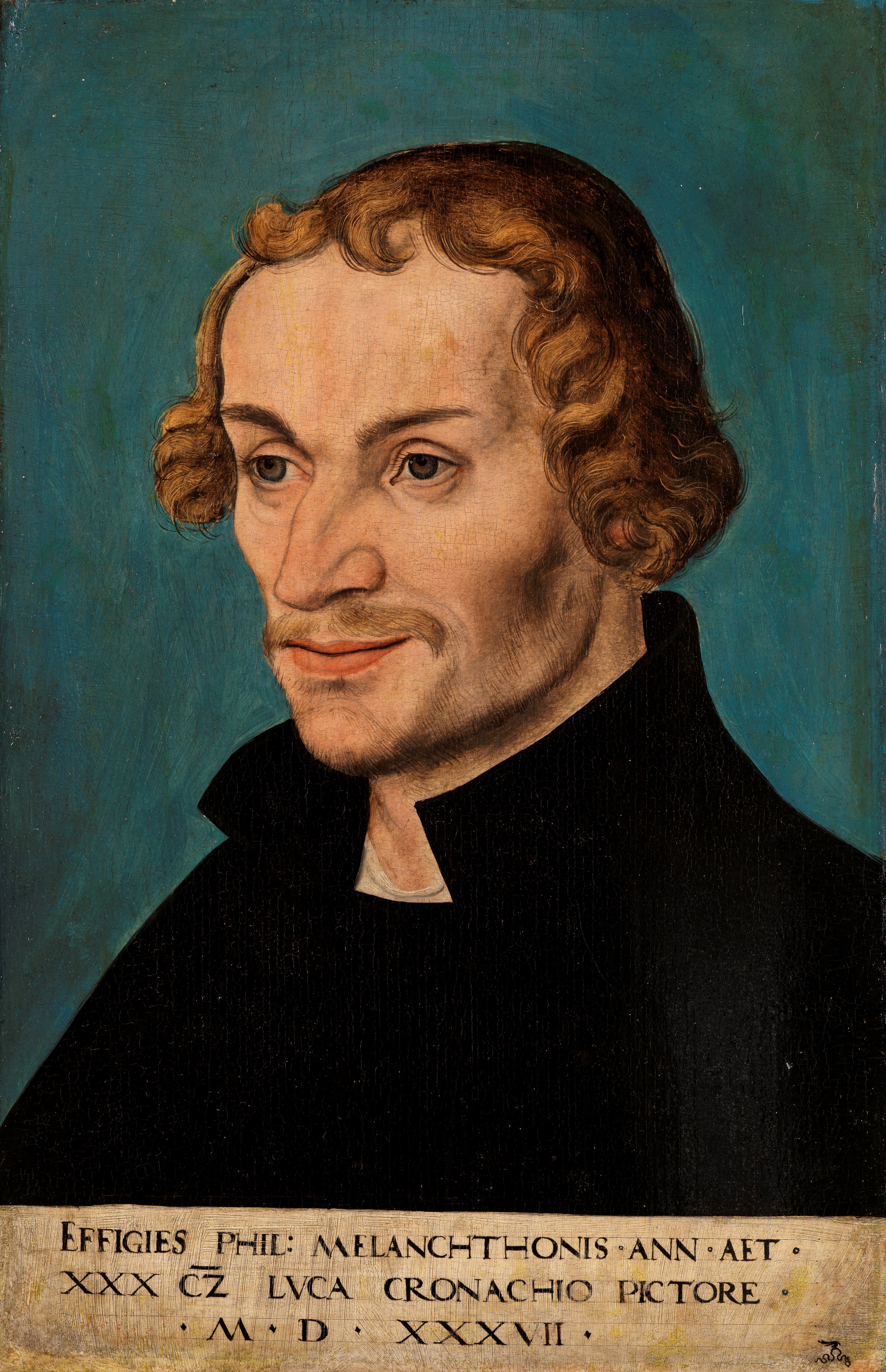
Philipp Melanchthon um 1537 porträtiert von Lucas Cranach dem Älteren, Öl auf Buchenholz, 35,9 × 23,3 cm, Staatliche Kunsthalle Karlsruhe

Innerlich von den neuen Gedanken berührt, begab sich Bugenhagen im März 1521 nach Wittenberg, wo er mit Luther und Melanchthon in einen engen Gedankenaustausch trat. In seiner Zeit  am Kloster Belbuck  hatte er noch einen scholastischen Ansatz gehabt, wobei er aber durch eine besondere Hinwendung zur biblischen Hermeneutik einen unverstellten Zugang zum biblischen Denken zu gewinnen suchte. Nachdem er mit Schriften des Johannes Murmellius bekannt geworden war, gewannen bei der Feststellung eines authentischen Textes in der Treptower Zeit humanistische Einflüsse an Bedeutung. Durch die Begegnung mit Luthers Schriften änderte sich sein theologisches Interesse entscheidend. Von nun an ist der Sündenbegriff nicht mehr vom Verständnis der Sünde als Übertretung der Gebote bestimmt, sondern in der Richtung seines charakteristischen Ausspruchs „Unser ganzes Leben ist Sünde, auch nachdem wir durch Christus fromm geworden sind“.
Das Schriftverständnis ist ganz von der Rechtfertigung (iustificatio impii) bestimmt, indem die Schrift und der rechtfertigende Glaube an Christus aufeinander bezogen werden. Das Thema der Rechtfertigung des Sünders entfaltet Bugenhagen im Rahmen einer Theologie der Anfechtung. In Wittenberg wollte er diesen Ansatz weiterentwickeln und immatrikulierte sich deshalb am 29. April 1521, um die reformatorische Theologie aus berufenem Munde zu hören. In der Elbestadt fand er zunächst Aufnahme bei Philipp Melanchthon, der ihn in sein Haus und an seinem Tisch aufnahm. Seit dem 3. November 1521 hielt er akademische Vorlesungen über die Psalmen, die 1524 veröffentlicht wurden. Bugenhagen war Augenzeuge der Ereignisse der Wittenberger Bewegung, hielt sich jedoch auffällig zurück. Dennoch haben ihn die Ereignisse nicht unbewegt gelassen. So bezog er durch seine Heirat mit Walpurga am 13. Oktober 1522 eine klare Stellung zur Frage des Zölibats.

#### Beginn seiner Tätigkeit als Stadtpfarrer
Nachdem der alte Stadtpfarrer Simon Heins Anfang September 1523 verstorben war, wurde Bugenhagen auf Luthers Empfehlung um den 25. Oktober 1523 vom Rat der Stadt und den Vertretern der Gemeinde Wittenberg als Stadtpfarrer an der Stadtkirche gewählt. In dieser Eigenschaft erwies er sich als treuer Gefolgsmann Luthers, dessen Beichtvater und Freund er wurde. Seine Predigten, die er offenbar gern hielt, fielen oft sehr lang aus, was auch humorvolle Kritik bei Luther und seinen Freunden hervorrief. Trotzdem entfaltete er dabei in schlichter, aber eindrücklicher Art und Weise den Reichtum des Wortes. Er unterließ es nicht, in seinen Predigten aktuelle Fragen anzusprechen, um seiner Gemeinde die notwendige Orientierung zur christlichen Lebensführung zu vermitteln.

#### Theologische Tätigkeit
Neben dem vielfältigen Pfarrdienst führte Bugenhagen seine exegetischen Vorlesungen an der Universität weiter, bearbeitete Vorlesungsmanuskripte für den Druck und autorisierte Nachschriften für Publikationen. Nachdem zahlreiche seiner Kommentare zu alt- und neutestamentlichen Publikationen erschienen waren, wurde sein Ruf als reformatorischer Schriftenausleger gefestigt und machte ihn als Theologen über die Grenzen des Reiches bekannt. Im September 1524 bemühte sich die Stadt Hamburg um ihn, was jedoch am Einspruch des Rates, der sich an das Wormser Edikt gebunden sah und seine Ehe als anstößig empfand, scheiterte. Auch eine einjährige Berufung nach Danzig scheiterte am Veto der Wittenberger Stadtgemeinde.
Nach der exegetischen theologischen Grundlegung begannen zunehmend praktische Aufgaben in der kirchlichen Gestaltung wie auch pastoraltheologische Probleme sein Denken und Handeln zu bestimmen. In kurzen Schriften behandelte er die Gestaltung und den rechten Gebrauch des Abendmahls mit der Beichte und anderen Zeremonien. So verfasste er 1525 die Gratulationsschrift De conjugio episcoporum et diaconorum auf die Heirat des Lichtenburger Präzeptors des Augustinerordens Wolfgang Reissbusch. Darin begrüßt er die Ehe eines Geistlichen als Gottesordnung und versucht, sie theologisch zu begründen. Hier spiegelt sich ein zu beobachtender Übergang von der reformatorischen Bewegung zur Gestaltung des protestantischen Kirchenwesens wider. In diesem Zusammenhang soll nicht unerwähnt bleiben, dass er es war, der am 13. Juni 1525 bei der Eheschließung Luthers mit Katharina von Bora amtierte.
Anfänglich hatte er in diesem Umformungsdenkprozess etwas unbedacht gehandelt. So schreibt er an Johann Heß und polemisiert gegen die Deutung der Einsetzungsworte und das daraus resultierende Abendmahlsverständnis bei Andreas Bodenstein und Huldrych Zwingli. Als ihm Zwingli direkt darauf antwortet, gibt Bugenhagen nach. Dennoch leitet er damit eine neue Etappe im Abendmahlstreit ein, in der dann Luther und Zwingli direkt gegeneinander Stellung nahmen. Zurückhaltung hat er hier nicht geübt. Vor allem setzte er sich mit Martin Bucer und Johannes Brenz auseinander. In den Folgejahren entstehen Schriften wie Sendbrief an die Christen in England oder Christliche Vermahnung an die Christen in Livland, die zeigen, dass sich Bugenhagen nicht nur auf seine Arbeit in Wittenberg beschränkte, sondern dass sein Urteil und seine Unterstützung vielerorts gefragt waren.
Sein 1525 verfasstes und 1526 gedrucktes Werk Von dem christlichen Glauben und rechten guten Werken, der „Sendbrief an die Hamburger“, beschreibt die Grundlagen seiner reformatorischen Theologie und Interpretation einer Kirchenreform und rief Kontroverstheologen wie Augustinus van Ghetelen auf den Plan. Aufgrund der Erfahrungen, die er bei der Gestaltung seiner Gemeinde in Wittenberg erworben hatte, und seines schriftlichen Wirkens erlangte Bugenhagen auch außerhalb Wittenbergs Ansehen. Doch sollte er zunächst noch die dunkle Zeit der 1527/28 in Wittenberg grassierenden Pest erleben, als er mit Luther gemeinsam am Ort verblieb, um seiner Gemeinde zur Seite zu stehen und den noch verbliebenen Studenten Vorlesungen über die ersten vier Kapitel des Korintherbriefes zu halten.

#### Abschied aus Wittenberg
Melanchthon und Justus Jonas der Ältere hatten jedoch mit ihren Familien die Stadt verlassen, und die Universität wurde nach Jena ausgelagert. Nachdem Bugenhagens Schwester Hanna Rörer 1527 an der Pest gestorben war, bat ihn Luther, in sein Haus zu ziehen. Hier traf ihn ein weiterer Schicksalsschlag, als sein ca. zweijähriger Sohn Michael am 26. April 1528 einer Krankheit erlag. Mittlerweile wurden zwischen der Stadt Braunschweig und der Universität Wittenberg seit März 1528 Verhandlungen geführt, die gegen Ende April erfolgreich abgeschlossen wurden. Das Ergebnis war die Entsendung Bugenhagens nach Braunschweig, wohin er am 16. Mai mit seiner Familie aufbrach.

### Braunschweig

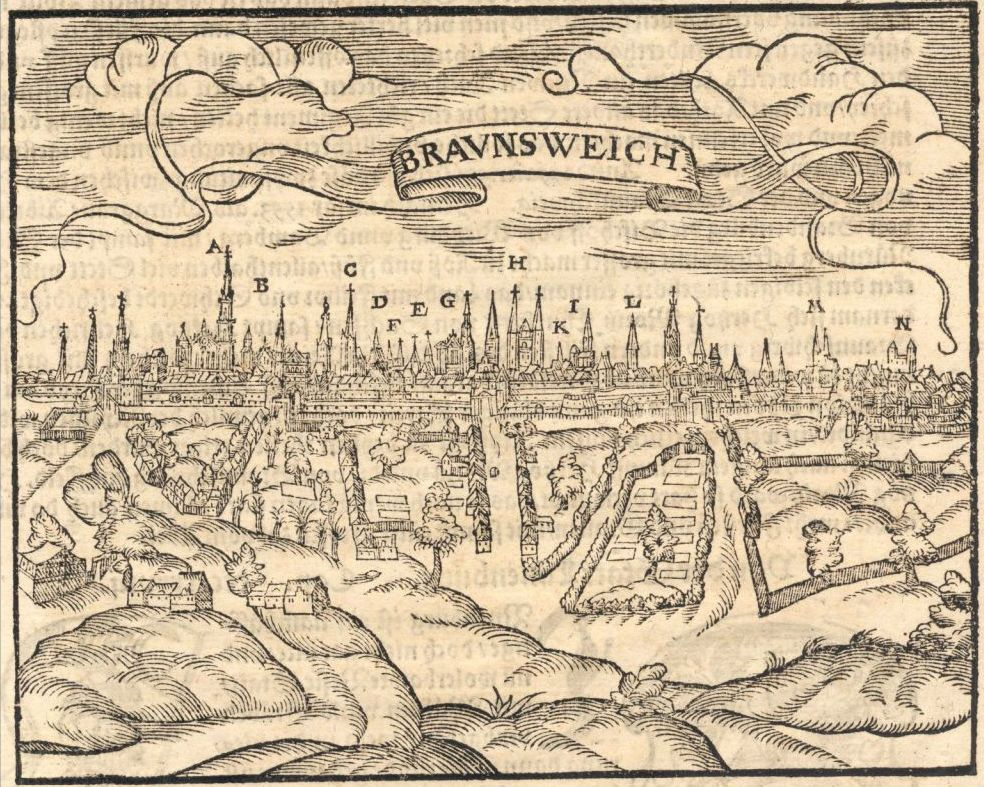
Braunschweig Panorama der Stadt auf einem Holzschnitt um 1550

#### Eintreffen und Rahmenbedingungen
Vier Tage später, am 20. Mai 1528, traf Bugenhagen in Braunschweig ein, wo er zunächst bei einem Bürger der Stadt Unterkunft fand. Am Abend desselben Tages noch versammelten sich alle in Braunschweig bereits tätigen 13 evangelische Prediger in der Andreaskirche und mussten Bugenhagen dort durch Handauflegen als ihren Lehrer anerkennen.
In Braunschweig wurde die lutherische Lehre durch Gottschalk Kruse bereits seit 1521 verbreitet. Die erste Messe in deutscher Sprache wurde – trotz Verbots durch die Altkirchlichen – Ostern 1526 im Braunschweiger Dom gefeiert. Die erste Taufe in Deutsch fand in der Adventszeit 1527 statt. Die von reformfreudiger Geistlichkeit und Bevölkerung geforderten Veränderungen im gottesdienstlichen Leben nahmen immer deutlichere Konturen an. Am 11. März war bereits eine Ratsordnung vorgelegt worden, die 18 Punkte umfasste, jedoch noch einige Fragen offenließ. Ende März hatten zwei Gemeinden ein regelrechtes Reformprogramm entworfen, das eine durchgreifende Kirchenreform anstrebte. Deshalb war eine umfassende reformatorische Um- und Neugestaltung des Kirchenwesens zur unausweichlichen Notwendigkeit geworden.

#### Beginn der Tätigkeit in Braunschweig

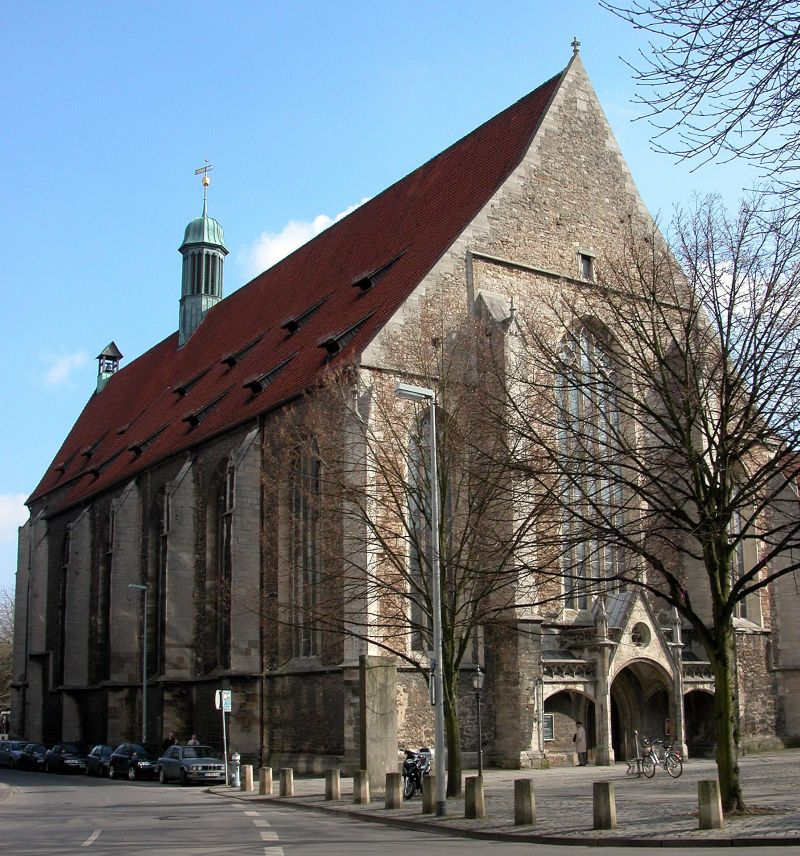
Die Brüdernkirche in Braunschweig

Am Himmelfahrtstag, dem 21. Mai 1528, trat Bugenhagen erstmals in der überfüllten Brüdernkirche, die bis zur Reformation zu einem Franziskanerkloster gehörte, in die Kanzel. Zahlreiche Personen, die keinen Platz mehr gefunden hatten, mussten auf dem Kirchhof mit einem anderen Prediger vorliebnehmen. Zunächst legte Bugenhagen kurz Rechenschaft über seine Berufung in die Stadt ab, um sich dann dem kirchlichen Festtag „Christi Himmelfahrt“ zu widmen. Entsprechend seinen Wittenberger Gepflogenheiten, an Sonn- und Feiertagen jeweils zweimal zu predigen, stand er abends erneut in der Kanzel, wie er überhaupt eine lebhafte Predigertätigkeit entfaltete. Dabei konnte er den Braunschweigern die Wittenberger Theologie unmittelbar zu Gehör bringen und dies obendrein aus berufenem Munde. Seine Predigten boten ihm in zunehmendem Maße auch den Vorlauf, seine Hörer auf die Kirchenordnung vorzubereiten, unter dem Gesichtspunkt, dass eine recht verstandene Kirchenordnung aus der Predigt des Evangeliums hervorgehe. Er betonte, dass gute Werke zum wahren und wirklich lebendigen Glauben gehören und aus dem rechtfertigenden Glauben folgen.

#### Die Braunschweiger Kirchenordnung

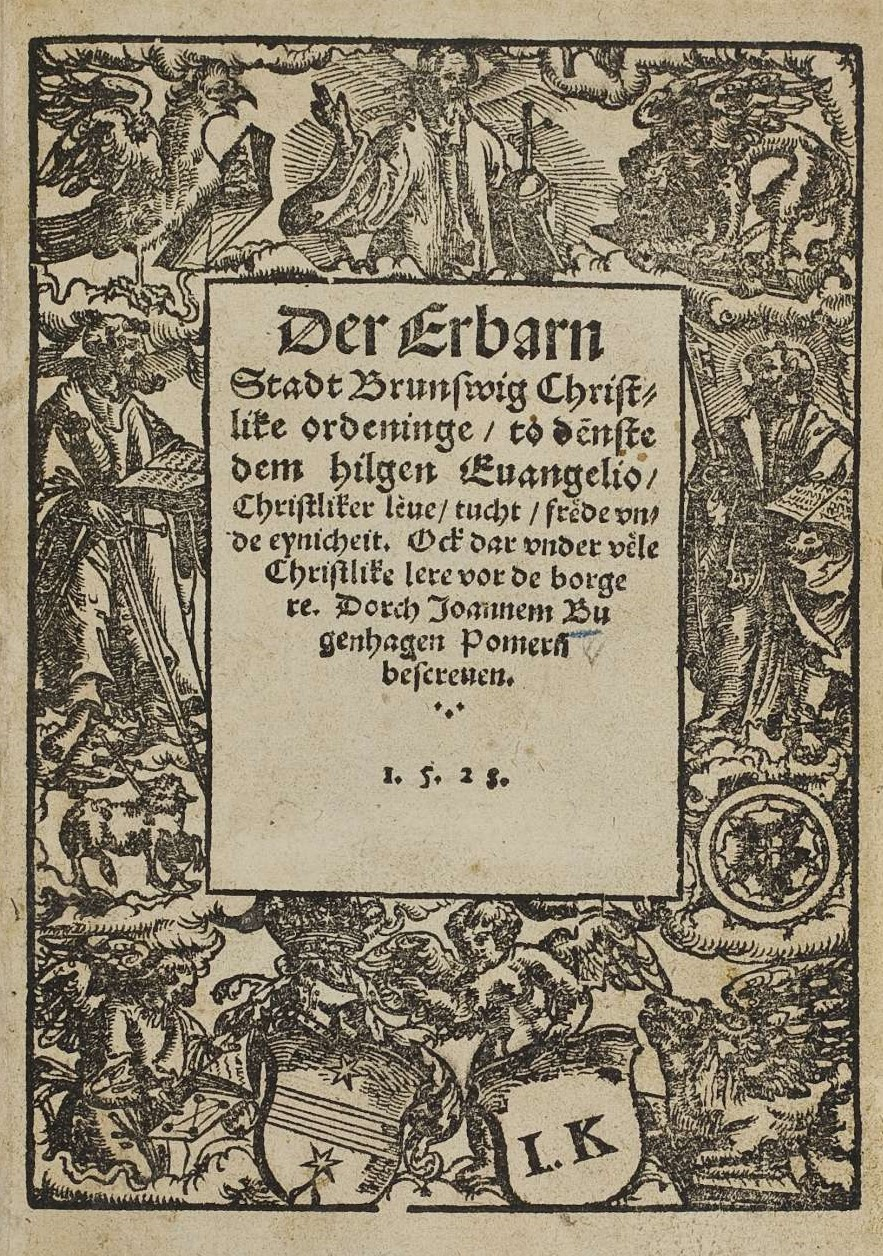
Braunschweiger Kirchenordnung

In den Grundfragen der Kirchenordnung sprach er unter anderem an, dass es gelehrte Prediger geben müsse. Diese sollten vornehmlich Superintendenten sein, die von einem Assistenten unterstützt werden und auch ausreichend versorgt sein müssen. Damit die Theologen den Ansprüchen der Zeit gewachsen waren, schuf er zur Ausbildung der Prediger ein bibelexegetisches Lektorium. Er griff die Thematik der Abschaffung des Fronleichnamsfestes auf, ebenso die Obrigkeitsproblematik, erarbeitete die Grundlagen des Schulwesens, regelte die Armenfürsorge, traf Festlegungen zur Taufe sowie zur Messe in deutscher Sprache und begann mit Katechismuspredigten. Obwohl sich die Braunschweiger mit seinen Vorstellungen der Kirchenordnung identifizierten, traten Schwierigkeiten bei deren Vorbereitung auf. So stießen die unterschiedlichen Interessen, Wünsche und Vorstellungen oft aufeinander.
Um der zukünftigen Kirchenordnung eine einheitliche Gestalt zu verleihen, die für das Kirchenwesen der gesamten Stadt gültig und nach Möglichkeit ein einmütig zu beschließendes Dokument sein sollte, musste mit Einfühlungsvermögen, Geduld, Takt und Verhandlungsgeschick eine Einigung erzielt werden. Am 5. September 1528 war es geschafft: Der Rat, die Ratsgeschworenen, die Gildemeister der 14 ratsfähigen Gilden und die 28 Hauptleute der fünf Weichbilde der Stadt Braunschweig, Altewiek, Altstadt, Hagen, Neustadt und Sack versammelten sich und nahmen die in Niederdeutsch abgefasste Bugenhagensche Kirchenordnung in aller Form an. Am folgenden Tag, einem Sonntag, wurde die offiziell besiegelte Einführung der Reformation in Braunschweig von allen Kanzeln der Stadt verkündet. Nach dreieinhalb Monaten anstrengender Arbeit, in denen er gleichsam als erster Superintendent der Stadt gewirkt hatte, wurde Bugenhagen von den Vertretern der Stadt zum Verbleib aufgefordert.

#### Abreise aus Braunschweig
Dazu hatte man ihm bereits ein Haus zur Verfügung gestellt und wollte ihn auf Lebenszeit als Superintendenten behalten. Jedoch warteten bereits neue Aufgaben auf den Reformator. Einerseits hatte sich schon länger die Stadt Hamburg für ihn eingesetzt; auch die Probleme in Bremen hatten sich durch den Tod von Heinrich von Zütphen zugespitzt. Deshalb wurde der in Torgau tätig gewesene Magister Martin Görlitz am 18. September 1528 zum Superintendenten für Braunschweig gewählt und von Bugenhagen in sein Amt eingeführt. Damit war die gewünschte Zielsetzung für die Stadt erreicht, und Bugenhagen begab sich um den 10. Oktober 1528 mit seiner Familie nach Hamburg. In der Folge der reformatorischen Wirksamkeit Bugenhagens traten die Städte Braunschweig und Göttingen „am Sonntag nach Trinitatis“ 1531 dem Schmalkaldischen Bund bei.

### Hamburg

#### Eintreffen und Rahmenbedingungen

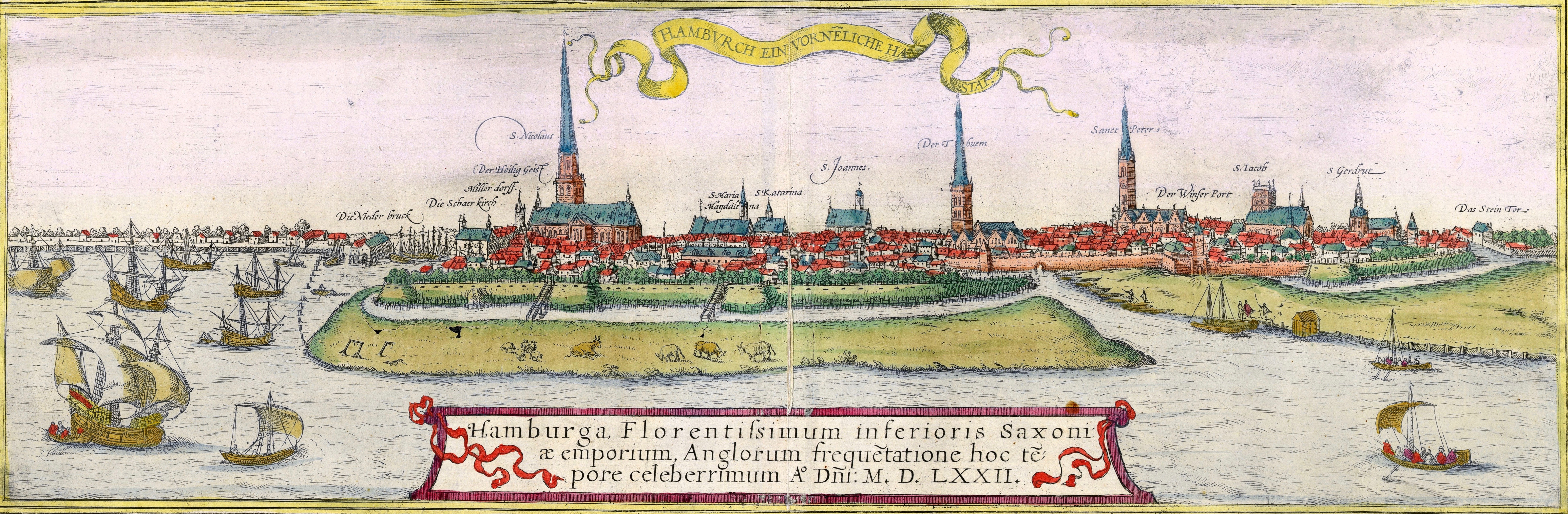
Stadtansicht Hamburg 1572, nach einem handkolorierten Kupferstich von Frans Hogenberg

In Hamburg hatte es bereits 1524 Bestrebungen gegeben, Bugenhagen im Rahmen der voranschreitenden Reformationsbewegung zu berufen. In Anbetracht der damaligen Verhältnisse wurde jedoch über das Ansuchen nicht nach dem Wunsche der Hamburger befunden. Inzwischen hatte das reformatorische Gedankengut jedoch bereits Anfang 1526 breite Kreise der Bevölkerung erfasst, so dass sich die Mehrheit der Bürger der neuen Lehre zuwandte. Dennoch war aufgrund des Zuspruchs die Lage in Hamburg nicht konfliktfrei. Immer wieder flammten Auseinandersetzungen mit den altgläubigen Klerikern der Nikolaikirche auf, die zu einer sich verschärfenden Kanzelpolemik und dem Wegfall traditioneller Zeremonien führte. Die hieraus erwachsende Unruhe versuchte der Rat zu beruhigen, indem er versuchte, in einer Disputation die Gegenparteien auf dem Rathaus zur christlichen Eintracht zu vermahnen. Jedoch währte es nicht lange, ehe die Probleme erneut auftraten.

Gotteskastenordnung von 1528 aus St. Nikolai in Hamburg. Hamburg, Staatsarchiv, Sign. 512–3 = X III 1 St. Nikolai

Bugenhagen selbst, der mit der 1526 gedruckten Schrift „Vom christlichen Glauben und rechten guten Werken“ der Hamburger Gemeinde bereits die Einrichtung einer „gemeinen Kiste“ (Gotteskastenordnung) zur Armenpflege nahegelegt hatte, legte somit eine Grundorientierung für ein kirchliches und gemeinschaftliches Leben. Die altgläubigen Kräfte verloren immer weiter an Autorität, so dass die reformatorische Seite aufgrund ihrer starken Position bereits praktisch die Reformation durchgesetzt hatte. Nun aber benötigte man in Hamburg eine Persönlichkeit, die über ein hohes Maß an Autorität verfügte, Sachkenntnis besaß und über Erfahrung verfügte, die Sicherung der Reformation zu garantieren. Nikolaus von Amsdorff, der sich bereits im April bemüht hatte, diese Position zu übernehmen, scheiterte daran, weil er nicht der niederdeutschen Sprache mächtig war. Deswegen bemühte man sich, dass Bugenhagen nach seiner Braunschweiger Zeit eine Berufung nach Hamburg erhielt, da man in ihm die geeignete Person sah. Der Hamburger Rat reservierte eine Unterkunft in der so genannten „Doktorei“, die Bugenhagen am 8. Oktober bei seinem Eintreffen in Hamburg bezog. Am folgenden Tag wurde ihm zu Ehren ein festliches Begrüßungsessen in seinem Haus veranstaltet, und am 10. Oktober begrüßten ihn die drei Hamburger Bürgermeister in aller Form.

#### Die Tätigkeit in Hamburg
Bugenhagen musste aber bald erkennen, dass eine Übertragung der Braunschweiger Ordnung auf die Hamburger Verhältnisse nicht möglich war. Trotz der vorangeschrittenen Reformation und der Hinneigung von Ordensangehörigen zum Evangelium traten in Hamburg Differenzen vor allem in Auseinandersetzungen zwischen Rat, Bürgerschaft und proreformatorischen Tendenzen im monastischen Bereich auf. Zunächst begann er nach dem gleichen Muster wie in Braunschweig seine Predigten zu halten. Unausweichlich waren auch hier die Auseinandersetzungen mit dem starren altgläubigen Domkapitel und den Nonnen des Harvestehuder Zisterzienserinnenklosters, die keinen evangelischen Prediger an ihren kirchlichen Einrichtungen zuließen.
Während seiner Hamburger Zeit nahm er auch an der Flensburger Disputation gegen die Lehren des Melchior Hofmann teil. Diesen kannte er bereits von dessen Wittenberger Besuchen aus den Jahren 1525 und 1527. Hofmann machte sich vor allem dadurch bekannt, dass er eine abweichende, „schwärmerische“ Meinung von der lutherischen Abendmahlslehre vertrat und damit für viel Unruhe in seinen Wirkungsgebieten sorgte. Dies hatte zur Folge, dass er bereits mehrmals vertrieben worden war, nachdem man ihm abweichende Lehren nachgewiesen hatte. 1527 hatte er in Kiel Zuflucht gefunden, trat mit Streitschriften abermals hervor, und es kam am 7. April 1529 zu einer Disputation unter dem Vorsitz des dänischen Kronprinzen und Herzogs von Schleswig und Holstein, des späteren Christian III. von Dänemark. Hofmann argumentierte in dieser Verhandlung nach einer Auffassung ähnlich der von Zwingli und Bodenstein und erklärte: „Das Brot, das wir empfangen, ist figürlich und sakramentlich der Leib Christi, nicht wahrhaftig, doch halt ich es nicht für schlecht Brot und Wein, sondern es ist mir ein Gedächtnis“. Bugenhagen, der bei dieser Disputation das Schlusswort hielt, untersuchte kritisch in einer umfänglichen Abhandlung die Gedanken Hofmanns Punkt für Punkt. Dabei bezog er sich theologisch und exegetisch auf den Sinn des Wittenberger Abendmahlverständnisses und berief sich auf die Überlieferung der Einsetzungsworte des Abendmahls in der Heiligen Schrift. Am 11. April wurde Hofmann als Irrlehrer verurteilt. Da er einen Widerruf ablehnte, musste er innerhalb von fünf Tagen das Land verlassen.

#### Die Hamburger Kirchenordnung

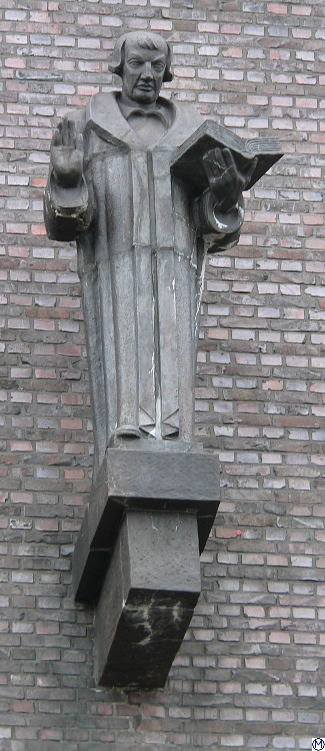
Klinkerstatue (1928) von Richard Kuöhl an der Hamburger Bugenhagenkirche

Nach Hamburg zurückgekehrt, widmete Bugenhagen sich wieder der Ausarbeitung der Kirchenordnung, die für ihn eine ungewollte Verlängerung des Aufenthaltes in Hamburg bedeutete. Vor allem das widerspenstige Verhalten der Zisterziensernonnen des Klosters St. Johannis beschäftigte ihn, so dass er die Schrift „Wat me van dem Cluster leuende holden schal allermeist vor de Nunnen vnde Bagynen gescherten“ (Hamburg 1529) verfasste, in der er das Klosterleben als nicht vom Evangelium her begründete Form der Lebensgestaltung kritisierte. Alle Bemühungen des Kapitels am Mariendom und der Zisterziensernonnen fruchteten nichts. Bugenhagen musste diese Punkte in seiner Kirchenordnung unberücksichtigt lassen. Dennoch hatte er mit seiner Klosterschrift den Gemeinden und dem Rat ein Instrument in die Hand gegeben, so dass man im Nachhinein durch den Abriss des Klosters am 10. Februar 1530 zu radikaleren Maßnahmen greifen konnte. Am 15. Mai 1529 erfolgte die förmliche Annahme der Kirchenordnung, und am 23. Mai wurde diese von allen Kanzeln der Stadt feierlich verkündet. Bugenhagen hatte nach mühevoller Arbeit nun auch in Hamburg sein Ziel einer allgemein gültigen Kirchenordnung erreicht. Schmälernd wirkt sich aber hierbei vor allem das Überleben des alten Kirchenwesens aus.
Trotz der genannten Einschränkungen war mit der Annahme der Kirchenordnung nun auch in Hamburg das Kirchenwesen endgültig und in verbindlicher Form auf reformatorische Grundlagen umgestellt. In ihr war festgeschrieben, dass „das reine Wort und das lautere Evangelium frei“ gepredigt, die Sakramente der Einsetzung Christi entsprechend gebraucht, alles dem Worte Gottes Zuwiderlaufende oder daraus nicht Begründete im kirchlichen Leben aus der Kirche Christi entfernt, für die Jugend mit guten Schulen gesorgt und die vorhandenen bzw. zu erwartenden materiellen Mittel für die Armen wie für den rechten Gottesdienst verwendet werden sollten. Ein Blick auf die Hamburger Verhältnisse zeigt das hohe Maß an Umsicht, mit dem sich Bugenhagen, unterstützt von den Vertretern der reformatorischen Stadtgemeinden, der Abfassung der Kirchenordnung gewidmet hatte. Das Ineinander von theologischer Durchdringung und organisatorischer Regelung verlieh auch der Hamburger Ordnung den Doppelcharakter einer Grundurkunde und zugleich Handlungsanweisung für die Gestaltung des lutherischen Kirchenwesens der Stadt. In mancher Hinsicht bildete sie über die spezifische Hamburger Zielsetzung hinaus einen Entwurf für den christlichen Lebensvollzug in einem evangelisch geprägten Gemeinwesen mit Bildung und Erziehung, Predigt und Gottesdienst, Sicherung der geistlichen und materiellen Voraussetzungen evangelischer Verkündigung und nicht zuletzt die Gewährleistung der diakonischen und sozialen Dimension evangelischer Lebensgestaltung. Bugenhagen hatte damit nun auch in Hamburg „der reformatorischen Form des Glaubens die angemessene Gestalt im Kirchenwesen gegeben“.

#### Die Einrichtung des Hamburger Johanneums
Vor seiner Rückreise nach Wittenberg konnte er noch im freigewordenen Johanniskloster das Johanneum, die erste öffentliche Lateinschule der Stadt, mit einer festlichen lateinischen Rede am 24. Mai 1529 eröffnen und dabei unter Beweis stellen, welch große Bedeutung er, der einstige Treptower Schulmeister, dem Aufbau und der Förderung eines wirksamen reformatorischen Schulwesens beilegte. Damit vollzog er selbst den ersten Schritt zur Realisierung der in der Kirchenordnung formulierten umfänglichen und detaillierten Festlegungen über die Einrichtung und Gestaltung der Lateinschule der Stadt. Aufgrund einer kurfürstlichen Rückberufung nach Wittenberg reiste Bugenhagen mit seiner Familie am 9. Juni 1529 aus Hamburg ab. Als Abschiedsgeschenk und als Ausdruck der Dankbarkeit für das in Hamburg Geleistete wurde ihm eine Ehrengabe von 100 Gulden überreicht. Auch seiner Ehefrau, die ihm während dieser Zeit offenbar still und unauffällig zur Seite gestanden hatte, wurden 20 Gulden überreicht.

### Rückreise und Aufenthalt in Wittenberg

#### Erneuter Aufenthalt in Braunschweig
Über Harburg und Braunschweig wollte er zurückreisen. In Braunschweig musste Bugenhagen erkennen, dass sich die dortigen Verhältnisse außerordentlich ungünstig entwickelt hatten. In der Zeit seit seiner Abreise im Oktober 1528 war es zu einer starken Reaktion der Altgläubigen gekommen. Auch Herzog Heinrich hatte der Stadt in zunehmendem Maße seinen Unwillen über die religiösen Neuerungen bekundet, was nicht ohne Wirkung geblieben war. Im Frühjahr 1529 war eine relativ starke Unruhe in der Stadt entstanden, nicht zuletzt auch deshalb, weil sich der Rat teilweise taktierend gegenüber dem Herzog verhielt und sich Spannungen zwischen Bürgerschaft und Rat aufgebaut hatten. Gleichzeitig entstanden Probleme mit den Klöstern, für die eine klare Verfahrensorientierung nach wie vor fehlte. Den Mönchen wurde ausdrücklich untersagt, ihre Klöster zu verlassen und sich in der Öffentlichkeit zu zeigen. Einige von ihnen verließen daraufhin die Stadt, offenbar aber nur widerwillig. Daraus resultierten weitere Probleme. Der Herzog erwirkte, nicht zuletzt auch vor dem Hintergrund der Protestation zu Speyer, wo für die reformatorische Sache ungünstig votiert und das Wormser Edikt wieder in Kraft gesetzt worden war, einen Verweis gegen Braunschweig, in dem die Stadt dazu aufgefordert wurde, die Wiederaufnahme der Mönche zu gestatten.
Gleichzeitig war durch einen spektakulären Bildersturm in der Stadt ein fortschreitendes Erstarken bzw. Wirksamwerden zwinglischen Ideenguts vor allem in Bezug auf die Transsubstantiationslehre des Abendmahlsverständnisses zu verzeichnen. Mehrere der reformatorischen Prediger begannen bald nach Bugenhagens Abreise nach Hamburg in der Abendmahlslehre Positionen zu vertreten, die in der Kirchenordnung ausdrücklich als sakramentiererisch verworfen worden waren. Auch in der Gestaltung von Abendmahlsfeiern kamen zwinglische Einflüsse mehr und mehr zum Tragen. So drohte in zunehmendem Maße die Gefahr einer Spaltung der Gemeinden. Superintendent Görlitz vermochte dieser Entwicklung trotz redlichen Bemühens nicht wirksam zu begegnen, zumal auch hier der Rat nur ungenügend Unterstützung leistete.
Sofort nach seinem Eintreffen in der Stadt um Himmelfahrt 1529 griff Bugenhagen ordnend und klärend in die verworrene, zusätzlich noch durch Forderungen des Herzogs und des Reichsregiments belastete Situation ein. Den Abweichungen im Abendmahlsverständnis versuchte er umgehend mit entsprechenden Predigten zu begegnen. Den Rat vermochte er offenbar zu einem klareren Vorgehen gegen die Sakramentsschänder zu bewegen. Seine Bemühungen blieben nicht wirkungslos. Obwohl ihm die Braunschweiger Wirkungsstätte ans Herz gewachsen war, musste er jedoch dem Ruf seines Kurfürsten folgen und am 20. Juni 1529 Braunschweig wieder verlassen.

#### Kurze Wittenberger Wirksamkeit

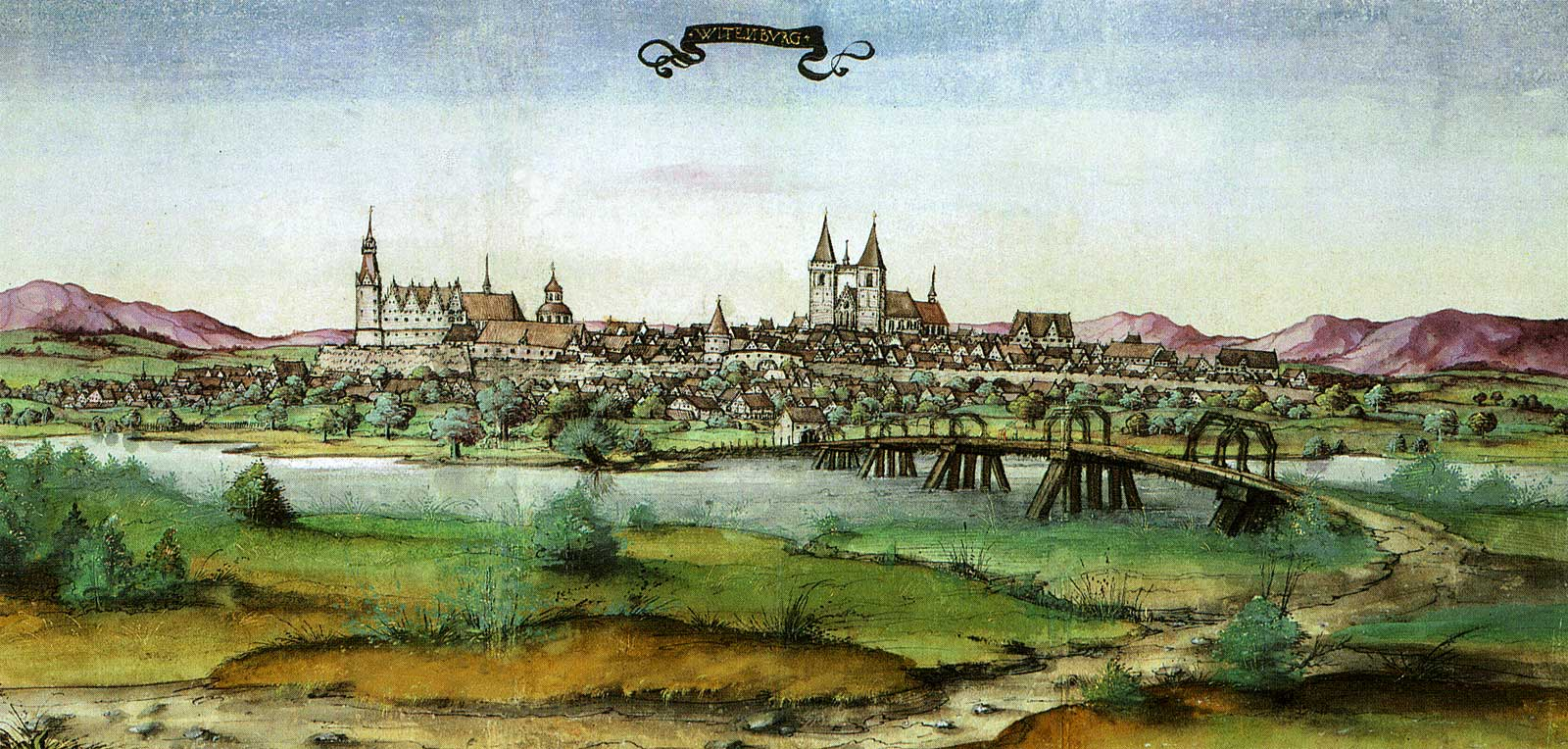
Wittenberg in den 1530er Jahren

Am Abend des 24. Juni 1529 traf er mit seiner Familie wieder in Wittenberg ein und wurde vom Rat mit einem Willkommenstrunk begrüßt. Die Wittenberger Stadtgemeinde hatte ihren Pfarrer wieder, und Luther, der solange das Stadtpfarramt vertreten hatte, konnte sich wieder seinen eigenen Aufgaben widmen. Bugenhagen selbst wurde in Wittenberg sogleich in die Vorbereitungen auf das Marburger Religionsgespräch eingebunden. An diesem nahm er jedoch nicht teil; stattdessen widmete er sich der erneuten Erörterung der Widerstandsfrage und beteiligte sich an der Ausarbeitung der Torgauer Artikel zum Augsburger Reichstag, die in die Artikel 22 bis 28 der Confessio Augustana eingegangen sind. An diesem Reichstag nahm er jedoch ebenfalls nicht teil, da er mit Caspar Cruciger dem Älteren im Interesse der Wittenberger Gemeinde an der Stadtkirche verblieb. Vor allem nahm ihn die Hilfeleistung für den Fortgang der Reformation im niederdeutschen Bereich in Anspruch. Er vertrat Luther bei den ersten Kirchenvisitationen im sächsischen Kurkreis, predigte vor seiner Gemeinde und hielt Vorlesungen an der Universität. Dabei las er über den 1. Korintherbrief. In dieser Zeit ist auch eine nur teilweise erhaltene Auslegung zur Apostelgeschichte entstanden. Als die Auseinandersetzungen zwischen Luther und Zwingli ihren Höhepunkt erreichten, traten im Juni 1530 zwei Vertreter der Stadt Lübeck an ihn heran und baten ihn, die Kirchenordnung in ihrer Stadt zu erstellen. Deshalb begab er sich im Oktober 1530 nach Lübeck.

### Lübeck

#### Rahmenbedingungen und Ankunft

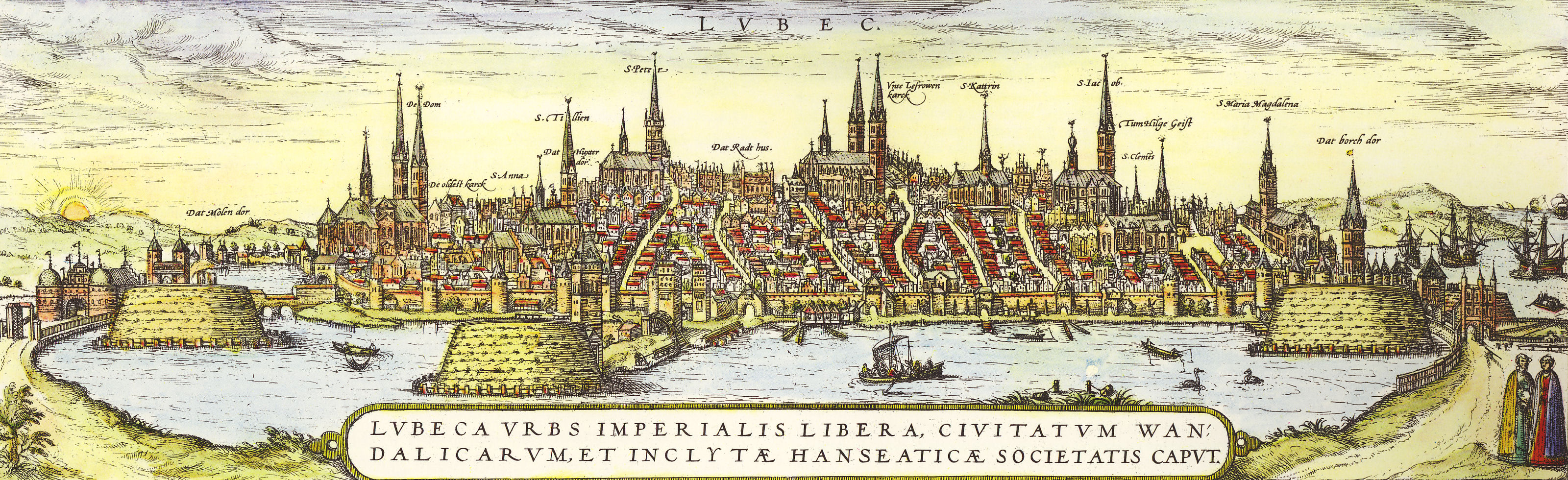
Lübeck im 16. Jahrhundert, Ansicht von Osten

Die alte Travestadt Lübeck wurde zur Zeit der Reformation aus ihrer Mittelstellung im Ostseehandel verdrängt, da die Holländer ihren Handel in die Ostsee ausweiteten, England seinen Handelsverkehr in eigene Regie nahm und Dänemark, sowie das Herzogtum Preußen und die Hansestadt Danzig, sich der Vorherrschaft Lübecks zu entledigen suchten. Die äußeren Schwierigkeiten trugen zur Verschärfung innerer Spannungen bei. Seit 1522 hatte sich in Lübeck eine aktionsfähige und an Einfluss gewinnende reformatorische Bewegung gebildet. An der Spitze dieser bürgerlichen Opposition standen nichtpatrizische Kaufleute, die eine aggressive Außenpolitik gegenüber den Niederlanden und Dänemark forderten und ihre Interessen durch den patrizischen Rat nicht genügend verteidigt sahen. Diese Opposition erhoffte sich von der Einführung der Reformation eine Besserung ihrer sozialen Lage. Erhöhte Steuerforderungen – u. a. die kaiserliche Türkensteuer – im Herbst 1529 ermöglichten es der bürgerlichen Opposition, dem Rat ihre Forderungen vorzutragen. Von deren Erfüllung machte sie die Steuerbewilligung abhängig. Ein so genannter „Vierundsechziger“-Ausschuss wurde zum lenkenden Organ der Opposition. Im Sommer 1530 musste der Rat in die Einführung der Reformation einwilligen. Damit gelang es der Opposition, die Forderung evangelischer Neuordnung des kirchlichen Lebens durchzusetzen.

#### Die Lübecker Kirchenordnung

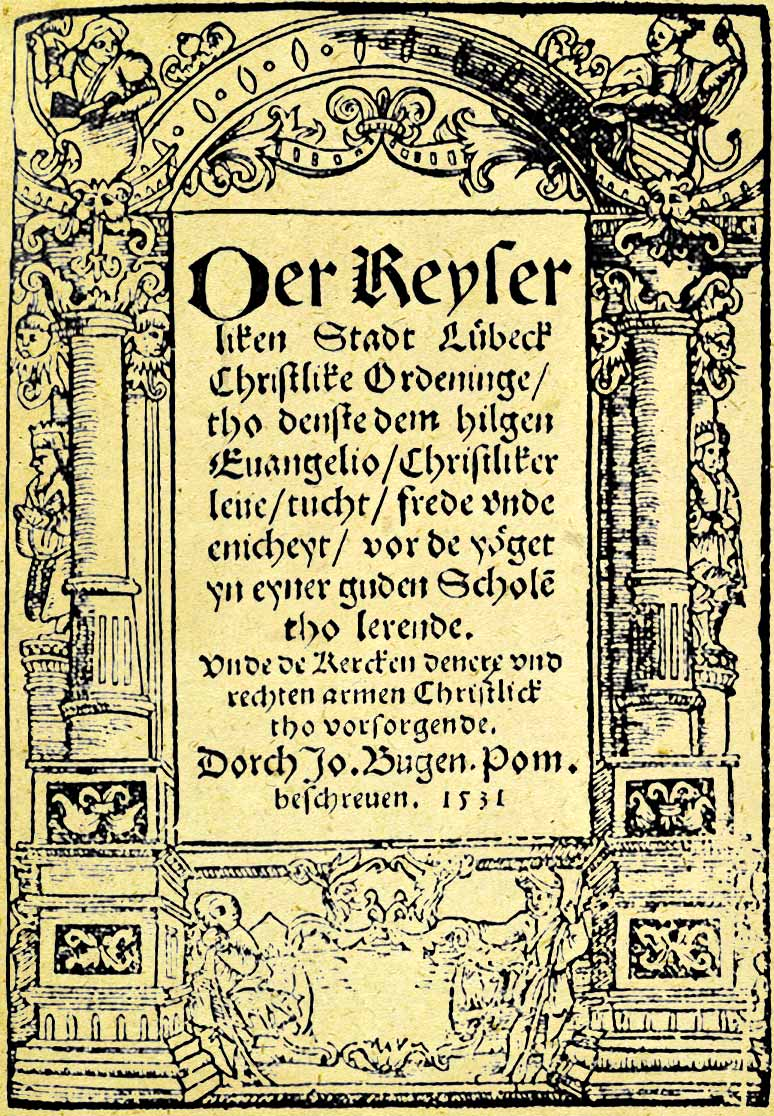
Titelblatt von Der Keyserliken Stadt Lübeck Christlike Ordeninge – die Kirchenordnung von Lübeck 1531

In der Vereinbarung zwischen Rat und Gemeinde vom 30. Juni wird unter anderem gefordert, eine das kirchliche Leben (d. h. Kirche, Schule und Sozialfürsorge) verbindlich regelnde Ordnung zu schaffen. Damit kam folgerichtig die Frage einer Berufung Bugenhagens ins Blickfeld. Am 28. Oktober 1530 traf Bugenhagen, angesichts der politischen Bedeutung Lübecks relativ bereitwillig, aus Wittenberg mit seiner Familie in der Hansestadt ein. Luther übernahm wieder seine Vertretung im Wittenberger Gemeindepfarramt, ahnte aber nicht, wie lange Bugenhagen mit diesem kirchenordnenden Werk beschäftigt sein sollte. Denn es bedurfte auch in Lübeck langwieriger Arbeit, die vor allem durch den konservativen Rat unterminiert wurde, der die Reformation weitgehend als Aufruhr ablehnte.
Vor allem in der Opposition fand Bugenhagen jedoch Unterstützung, sodass die von ihm erarbeitete Kirchenordnung am 27. Mai 1531 rechtskräftig beschlossen und eingeführt wurde. Am Trinitatissonntag 1531 wurde diese in einem Festgottesdienst in sämtlichen Kirchen verlesen und feierlich begangen. Nach der Beschlussfassung blieb Bugenhagen, gewarnt durch die Braunschweiger und Hamburger Erfahrungen, noch fast ein Jahr in der Stadt, um die den protestantischen Kräften im Reich wichtige Absicherung der Reformation in Lübeck mit Rat und Tat zu unterstützen. Die Kirchenordnung führte wie in Hamburg zur Errichtung einer Lateinschule, des Katharineums, in den Räumen des Katharinenklosters der Franziskaner. Erster Rektor der Schule und erster Superintendent der Lübecker Kirche wurde Hermann Bonnus, zweifellos auf Bugenhagens Empfehlung.

#### Weiteres Wirken in Lübeck
Während seines Aufenthaltes in Lübeck wurden mehrfach aus anderen Orten Niederdeutschlands Anfragen an Bugenhagen gerichtet. Rat und Urteil des in praktischen Fragen kirchlicher Gestaltung erfahrenen reformatorischen Theologen waren begehrt. So wandte sich der Rostocker Rat mit der Bitte um ein Gutachten zu den dort bestehenden Problemen der Gestaltung reformatorisch-kirchlichen Lebens an ihn. Auch für das literarische Schaffen, das bei der vielfältigen anderweitigen Belastung Bugenhagens etwa seit 1527 zwangsläufig nachließ, fand er in Lübeck Zeit. So entstand dort unter anderem seine mit reichem Material aus der Kirchengeschichte belegte, gegen die altgläubige Abendmahlspraxis gerichtete Schrift Wider die Kelchdiebe (1532).
Veranlasst durch die Agitation des mit einer eigenwilligen antitrinitarischen Lehre seit 1530 offenbar im Niederrheingebiet auftretenden Außenseiters der Reformation Johann Campanus, auf dessen Wirken ihn auch Luther und Melanchthon brieflich aufmerksam machen, schreibt er auch gegen die Antitrinitarier. In den letzten Wochen seines Lübecker Aufenthalts widmet sich Bugenhagen, der bereits seit 1524 in Wittenberg beratend an der Entstehung des niederdeutschen Testaments beteiligt war, der Mitarbeit bei Übertragung der Bibel ins Niederdeutsche. Im Ergebnis dieser Arbeit erscheint 1533/34 die prächtig ausgestattete Lübecker Bibel, die erste niederdeutsche Vollbibel, die noch vor Luthers hochdeutscher Gesamtausgabe als Bugenhagen-Bibel in die Geschichte eingeht. Am 30. April 1532 macht er sich auf den Rückweg nach Wittenberg.

### Zurück in Wittenberg

#### Arbeiten als Hauptpfarrer der Wittenberger Gemeinde

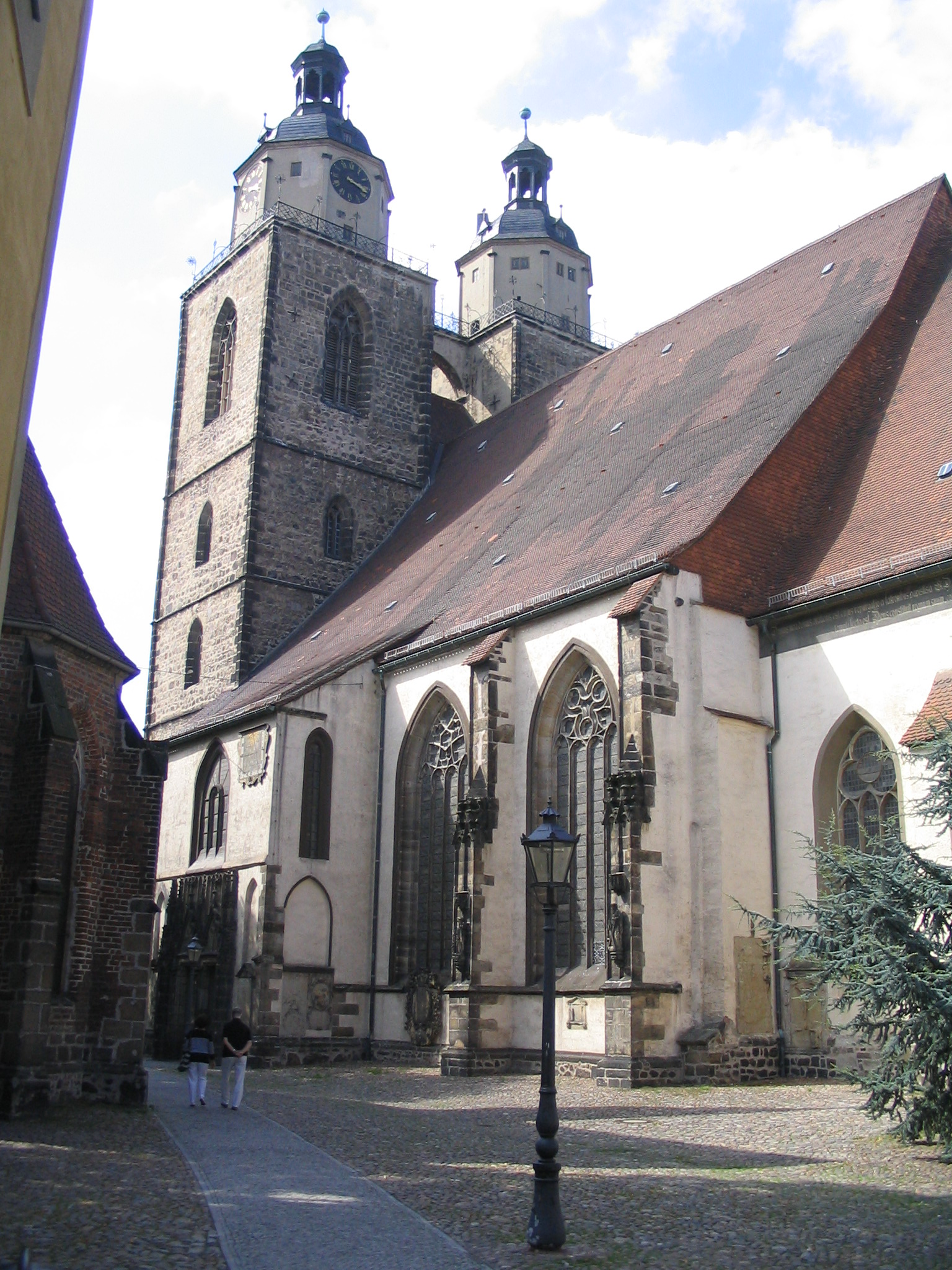
Die heutige Stadtkirche von Wittenberg

Am 5. Mai 1532 zurückgekehrt nach Wittenberg, wartete auf Bugenhagen wiederum eine Fülle von Aufgaben. Luther, der Bugenhagen vertreten hatte, hatte sich zwar um die Gemeinde bemüht, doch war er selbst durch vielfältige Pflichten gebunden, und wegen seiner zeitweiligen Erkrankung war der Predigtdienst erheblichen Unterbrechungen ausgesetzt. Zwar standen Bugenhagen die Diakone Sebastian Fröschel, Georg Rörer und Johann Mantel zur Seite, doch traten Probleme im christlichen Lebensvollzug der Gemeinde auf, die ihn mehr als einmal in Resignation verfallen ließen. Denn vorerst war die Wittenberger Gemeinde noch ungefestigt. Er bewältigte dies jedoch in zäher Beharrlichkeit und vermittelte der Gemeinde auf der Basis von Bibel und Katechismus die Grundlagen reformatorischen Glaubens und Lebens. Ein nicht unwesentlicher Faktor mögen auch seine langen Predigten gewesen sein, die Luther mehrmals kritisierte. Einmal bemerkte er ironisch: „Jeder Priester muss seine privaten Opfer haben. Ergo opfert der Pomeranus seine Hörer durch seine langen Predigten, wir nämlich sind seine Opfer. Und heute hat er uns in außerordentlicher Weise geopfert“. War Bugenhagen ausnahmsweise früher zum Schluss gekommen oder hatte ihn ein Anderer vertreten, konnte es geschehen, dass die Wittenberger Hausfrauen bei Heimkehr der Familie aus der Stadtkirche mit den Mittagsvorbereitungen noch im Verzug waren.

#### Ernennung zum Doktor der Theologie

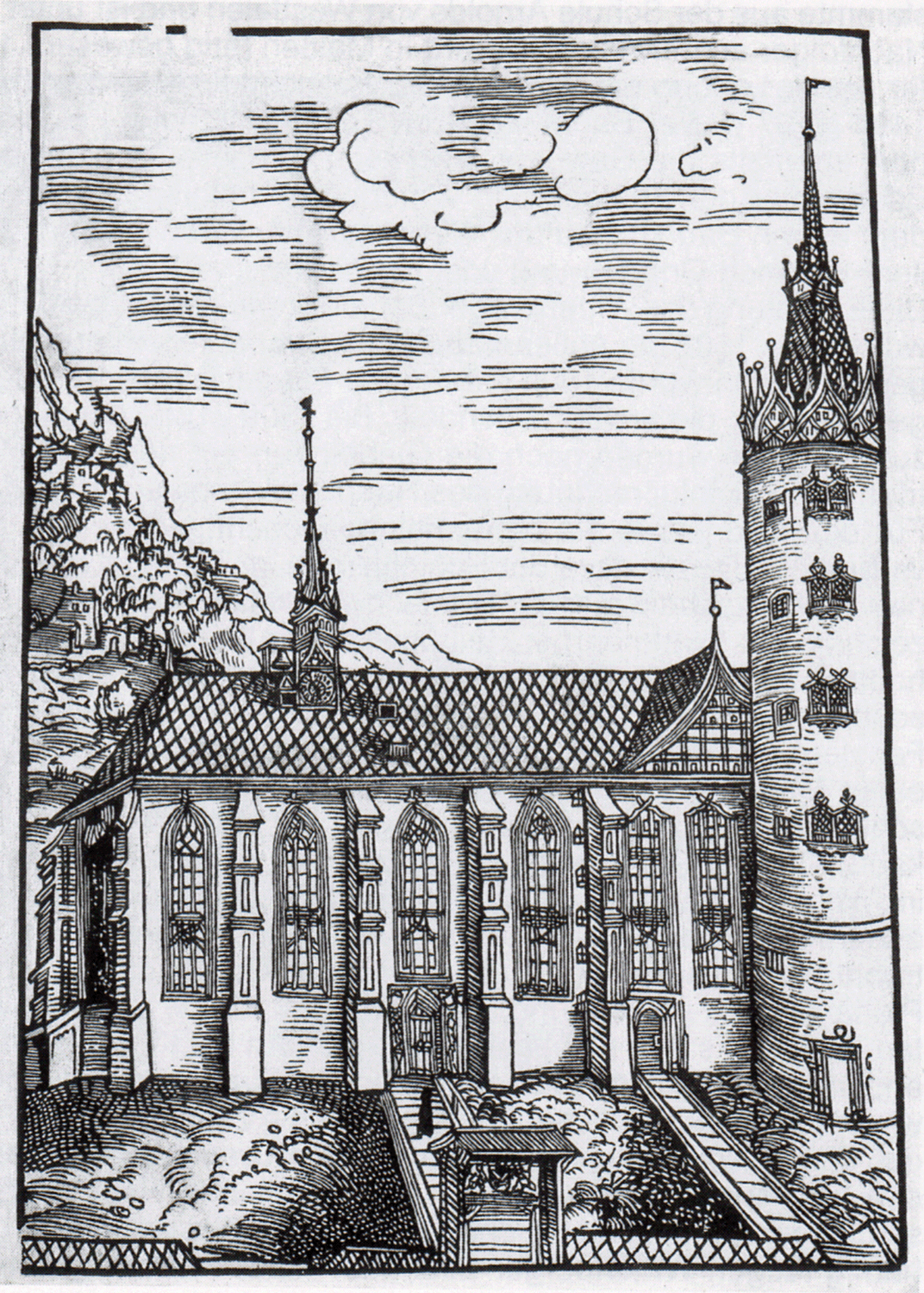
Ansicht der Wittenberger Schlosskirche zur Zeit Bugenhagens, als er dort den Doktorgrad erwarb

An der Universität betätigte sich Bugenhagen mit Vorlesungen über den Propheten Jeremia. Als am 28. April 1533 die Vorsteher des Hamburger Gotteskastens bei den Wittenberger Theologen beantragten, dass der zum Superintendenten der Stadt Hamburg gewählte Johannes Aepinus in Theologie promovieren sollte, wurde der Wittenberger Fakultät erstmals klar, wie gering die Zahl promovierter evangelischer Theologen war. Wegen ungeklärter Rechtslage hatten seit 1525 keine theologischen Doktorpromotionen stattgefunden. Im Zuge von Aepinus’ Promotion fasste die theologische Fakultät den Entschluss, den seit einigen Jahren im Interesse notwendiger Verbesserung der Lehre geförderten Caspar Cruciger den Älteren sowie den Lizentiaten Bugenhagen zu Doktoren der Theologie zu promovieren. Der Kurfürst Johann Friedrich, der zu Beratungen in Wittenberg weilte und dem die Förderung seiner Landesuniversität dringendes Anliegen war, unterstützte den Antrag. Er kam für die Kosten auf und bot seine Anwesenheit an. Am Abend des 16. Juni 1533 arbeitete Melanchthon noch die zu verteidigenden Promotionsthesen aus.
Am folgenden Tag wurde in der Wittenberger Schlosskirche unter dem Vorsitz Luthers, im Beisein des sächsischen Kurfürsten, der Herzöge Ernst und Franz von Braunschweig, des Herzogs Magnus von Mecklenburg, sowie weiterer Adliger und der Repräsentanten der Universität, die Disputation der Promovenden in glänzendem Rahmen als Demonstration neuer Rechtsverhältnisse abgehalten. Denn der Wittenberger Doktortitel sollte fortan die besondere Qualifikation evangelischer Theologen an leitenden Aufsichtsstellen in Städten und Territorien hervorheben. Bugenhagen, der sich mit dem Verweis auf sein Alter dem Vorhaben zunächst hatte entziehen wollen, musste seine sechs Thesen über die Kirche („De ecclesia“) verteidigen. Dabei betonte er die einem evangelischen Amt auferlegten Verbindlichkeiten gegenüber den weltlichen Gesetzen, sofern sie dem Gesetz Gottes nicht widersprächen. Er unterschied davon die Kirchlichen Ordnungen, die gemäß Kol. 2, 16 nicht die Gewissen binden könnten. Ihnen gegenüber gelte die Freiheit, die durch keine Kreatur der Welt aufgehoben werden könne. Seine Ausführungen fanden den besonderen Beifall des Kurfürsten. Am Tag darauf wurde in der Schlosskirche durch den Dekan der theologischen Fakultät Justus Jonas d. Ä. die feierliche Promotion der drei Theologen vollzogen. Die neue Promotionsformel hatte Luther beigesteuert, worin es hieß, dass die Promotion kraft apostolischer und kaiserlich-politischer Autorität, die beide auf Gott zurückgeführt wurden, vollzogen werde.

#### Der Generalsuperintendent
Am Folgetag wurde ein Festessen, der so genannte Doktorschmaus, auf dem Schloss durch den Kurfürsten gegeben. Bei dieser Gelegenheit wurde Bugenhagen die Ober-Superintendentur für den rechtselbischen Kurkreis vom Kurfürsten übertragen. Damit wurde erstmals das Amt eines Generalsuperintendenten in der evangelischen Kirche eingeführt, welches sich bis 1817 halten sollte (den linkselbischen Bereich übernahm zunächst der Propst von Kemberg). Nach Bugenhagen war das bischofsgleiche Amt des Generalsuperintendenten mit dem Pfarramt an der Wittenberger Stadtkirche verbunden. In der Folge führten dieses Amt die höchsten Vertreter der Theologischen Fakultät der Wittenberger Universität aus. Dadurch, dass das Amt mit der Universität Wittenberg verbunden war, wurde es mit Verlegung an die Universität Halle 1817 in eine Superintendentur verwandelt. Das Amt entwickelte sich aus der Notwendigkeit der von Luther angeregten Kirchenvisitationen, die bisher nicht im vollen Umfang durchgeführt wurden. Gregor Brück (Pontanus), der 1527 die Unterlagen bearbeitete, erkannte zahlreiche Missstände und Probleme, die sich schon bei der ersten Kirchenvisitation gezeigt hatten. Er regte deshalb Johann den Beständigen an, die Visitationen fortzusetzen. Dies sollte der Fürst allerdings nicht mehr erleben, und erst sein Sohn Johann Friedrich unternahm eine zweite Kirchenvisitation 1533. Dazu benötigte man kirchliche Strukturen, aus denen unter anderem das Amt des Generalsuperintendenten des Kurkreises erwuchs.

#### Die Wittenberger Kirchenordnung
Bevor sich Bugenhagen den Visitationen widmen konnte, musste er noch für Wittenberg eine offizielle Kirchenordnung erarbeiten. Es hört sich fast grotesk an, dass an Bugenhagens eigentlicher Wirkungsstätte immer noch eine Kirchenordnung fehlte, während er in Braunschweig, Hamburg und Lübeck bereits reformatorische Kirchenordnungen verfasst und in Kraft gesetzt hatte. In Wittenberg bestand freilich kein wirklicher Mangel an einer Kirchenordnung. Bereits im Jahre 1522 hatte der Rat in der Zeit der Wittenberger Bewegung am 24. Januar eine Ordnung erlassen, dann hatten Bugenhagen und Justus Jonas der Ältere eine Ordnung der Zeremonien am Allerheiligenstift (Schlosskirche) verfasst. Wittenberg hatte jedoch mit Luthers „Deutscher Messe“ 1525 und seinem „Taufbüchlein“ von 1526, Bugenhagen mit seiner knappen „Ordnung für die Trauung“ 1524 und wiederum mit Luthers Traubüchlein für die einfältigen Pfarrherrn 1529 bereits gewisse Vorformen einer regelrechten Kirchenordnung besessen.
Darum verwundert es auch nicht, dass die Wittenberger Kirchenordnung keine tief greifenden Veränderungen in Wittenberg bewirkte, sondern vieles nur festschrieb, was sich bereits bewährt hatte. Im Aufbau ähnelt die Wittenberger Ordnung den norddeutschen Ordnungen. Auffällig sind nur zwei Besonderheiten. Die Wahl des Stadtpfarrers hatte, wie bei Bugenhagen geschehen, von den Repräsentanten der Universität und von zehn Vertretern des Rates und der Gemeinde zu erfolgen, und das Pfarramt war mit der Generalsuperintendentur für den rechtselbischen Bereich des Kurkreises verbunden. Als zweite Eigenheit geht Bugenhagen auf Luthers Empfehlung zur Einrichtung von Mädchenschulen ein und präzisiert sie in der Wittenberger Ordnung gegenüber den norddeutschen Ordnungen. Hatte Bugenhagen in seinen norddeutschen Kirchenordnungen nur das Lesen vorgesehen, so geht er in der Wittenberger Ordnung weiter und will den Mädchen auch Schreiben und Rechnen beibringen. Damit treten spezifisch christliche Inhalte in den Hintergrund, und das Bild einer „christlichen Hausmutter“ entfällt. Im Anschluss war Bugenhagen an den bereits angesprochenen Kirchenvisitationen beteiligt, die ihn neben seinen direkt dem Pfarramt unterstehenden Parochien auch durch Herzberg, Schlieben und Baruth führte. Während dieser Zeit weilte er nur gelegentlich in Wittenberg; weitere Visitationsreisen führten ihn u. a. in das Amt Belzig. In dieser Zeit beteiligte er sich auch an etwa 100 Gutachten, wann immer eine Stellungnahme von den Wittenberger Reformatoren erbeten wurde, sprach Empfehlungen zu Stellenbesetzungen aus und wirkte beratend bei der Einführung der Reformation in Anhalt.

### Pommern

#### Rahmenbedingungen

Die Große Lubinsche Karte zeigt das Herzogtum Pommern

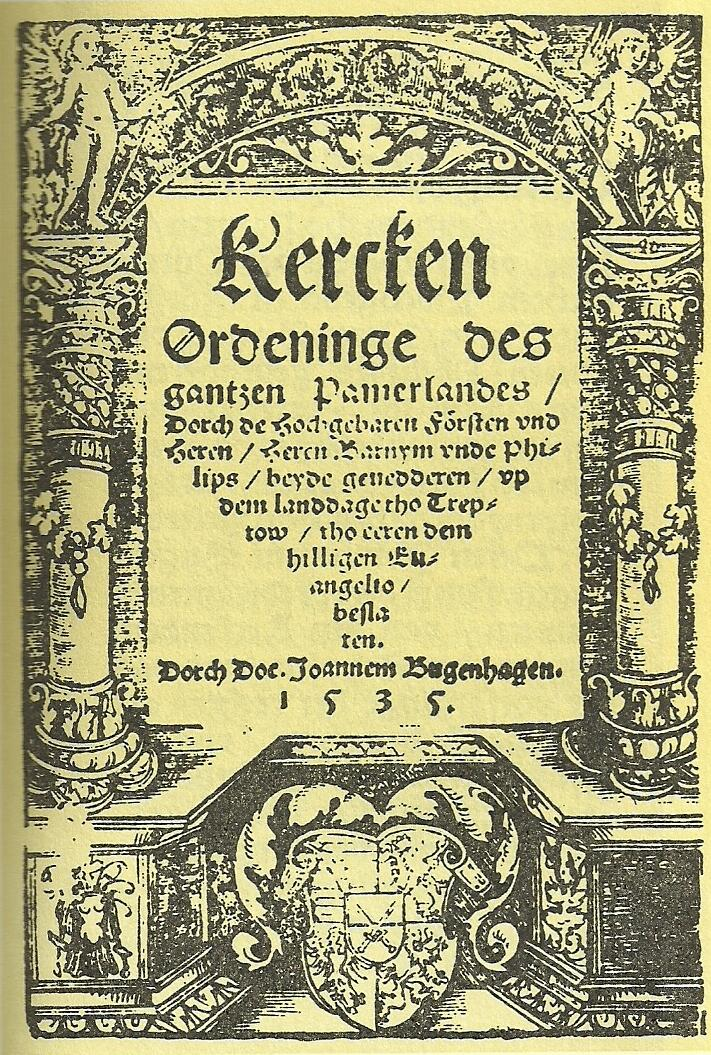
Kirchenordnung von Bugenhagen für Pommern 1535

Nach dem Tod von Herzog Bogislaw X. fassten auch in den Städten Pommerns die Kräfte der Reformation mehr und mehr Fuß. Einerseits hatte Bogislaw eine nach innen flexible Religionspolitik vollzogen, mit begrenzter Duldung von evangelischen Vertretern, solange deren Predigten nicht zum Aufruhr führten. Dieser Politik musste sich der damalige Bischof Erasmus von Manteuffel fügen, und Bogislaws Söhne Georg und Barnim IX. setzten diese Politik fort. Dabei wurde auch Rücksicht auf die Reichspolitik genommen, denn Pommern war bis 1530 Reichslehen, und über dessen Vergabe hatte Karl V. sieben Jahre nach dem Tode Bogislaws entschieden. Deshalb wurde die Reformation stillschweigend toleriert. Nach Georgs Tod wurde im Oktober 1532 das Land zwischen Barnim IX., der Pommern-Stettin übernahm, und Georgs Sohn Philipp I., der Pommern-Wolgast erhielt, aufgeteilt. Bei dieser Teilung wurde Wert auf Erhaltung der staatlichen Einheit gelegt und es wurden weitgehend einheitliche Regierungen geschaffen.
Zunehmend nutzten mehrere Städte die Gelegenheit, ihr bereits seit dem letzten Jahrzehnt der Herrschaft Bogislaws verfolgtes Streben nach Wiedergewinnung der durch seine innenpolitischen Reformen weithin verlorenen bzw. geschmälerten Selbstständigkeit zu verstärken. Mehrfach verband sich die an Wirksamkeit zunehmende reformatorische Bewegung, die sich vor allem in evangelischer Predigt, der Einführung der deutschen Messe und des Abendmahls in beiderlei Gestalt manifestierte, jedoch nicht zu gravierenden kirchenorganisatorischen Konsequenzen führte, mit diesem Selbstständigkeitsstreben der Städte und demokratischen Regungen unter den Bürgern. Diese begehrten teilweise gegen Misswirtschaft auf und strebten nach zumindest partieller Neuordnung der Machtverhältnisse. Nachdem der Druck der reformatorischen Kräfte immer dringender wurde, entschlossen sich im Sommer 1534 die pommerschen Herzöge dazu, die Einführung der Reformation in ihrem Lande durchzuführen. Man beabsichtigte sogar dabei, den Bischof von Manteuffel mit in die Neuordnung der Kirchenverhältnisse zu integrieren, um möglichst wenig Unruhe bei der Neugestaltung zu erzeugen.

#### Die Pommersche Kirchenordnung
Am 13. Dezember 1534 wurde ein Landtag in Treptow a. R. abgehalten, wozu der Bischof von Cammin, die Stiftsstände, der Adel, die Städte, die evangelischen Vertreter der Städte Christian Ketelhot (Stralsund), Paul vom Rode (Stettin), Johannes Knipstro (Greifswald), Hermann Riecke (Stargard), Jacob Hogensee (Stolp) und Johannes Bugenhagen geladen waren. Eine Übereinkunft konnte jedoch nicht erzielt werden. Die Herzöge setzten trotzdem gegen die Kirchenvertreter und den Adel die Beschlussvorlage als rechtmäßig und gültig durch. Bugenhagen wurde ersucht, für das Herzogtum eine Kirchenordnung zu verfassen. Dies gestaltete sich aufgrund des kontroversen Landtages als schwierig. So konnte Bugenhagen nur eine den Notwendigkeiten Rechnung tragende Kirchenordnung ausarbeiten, die als Grundlage der zu schaffenden reformatorischen Landeskirche praktizierbar war. Es war eine Kirchenordnung erforderlich, die sich auf das Wesentliche konzentrierte, zugleich aber eine möglichst tragfähige und realisierbare Basis zur Gestaltung eines einheitlichen Kirchenwesens bot.
Offenbar hat Bugenhagen bis Anfang Januar 1535 unter Berücksichtigung der Landesvorlagen eine pommersche Kirchenordnung in ihrer endgültigen Form ausgearbeitet, die alsbald nach Wittenberg zum Druck ging und noch im selben Jahr erschien. Die Kirchenordnung selbst ist im Verhältnis zu den Ordnungen der Städte relativ kurz und enthält auch nicht die predigtartigen theologischen Begründungen der Stadtordnungen. In ihr werden die Themen des Predigtamtes, der „Gemeine Kasten“ und die Zeremonien angesprochen. Sie beruhen auf der elementaren Grundlage der Verkündigung des Evangeliums, dem Gotteswort Raum zu geben, um ein Gott gemäßes Leben in der Gemeinde zu sichern. Unter diesem Aspekt fließen auch Ausführungen zum Schulwesen ein, doch werden nicht die Mädchenschulen erwähnt wie in seiner Wittenberger Ordnung. Hier nimmt er sich auch seiner einstigen Universität Greifswald an und verweist auf die Wichtigkeit dieser Einrichtung für geistliche und staatliche Stellen. Mit seinen Empfehlungen in der pommerschen Kirchenordnung schuf Bugenhagen gleichsam die kirchenrechtliche Basis für die von ihm durchgeführten Visitationen, denen außerordentliche Bedeutung für die Schaffung und Konsolidierung des reformatorischen Kirchenwesens zukam.
Hier beruft er sich erstmals auf die ausdrückliche Orientierung auf die Confessio Augustana und deren dann später 1537 auf dem Konvent in Schmalkalden verabschiedeten Apologie. Anschließend führt er aus, wie die Zeremonien und Feste begangen werden müssen, um einen direkten Bezug zu Jesus zu erhalten. Am Schluss sind noch einige liturgische Texte und Lieder in deutscher Sprache angehängt. Die Ordinierung Johann Knipstros zum Generalsuperintendenten von Pommern war ein weiterer Schritt zur Umsetzung der Kirchenordnung. Bugenhagens Tätigkeit als Kirchenreformer in Pommern war damit weitgehend beendet. Jedoch war er als Vermittler in den Fragen der pommerschen Herzögen und dem sächsischen Kurfürstenhaus weiter aktiv.

#### Bugenhagen als Heiratsvermittler

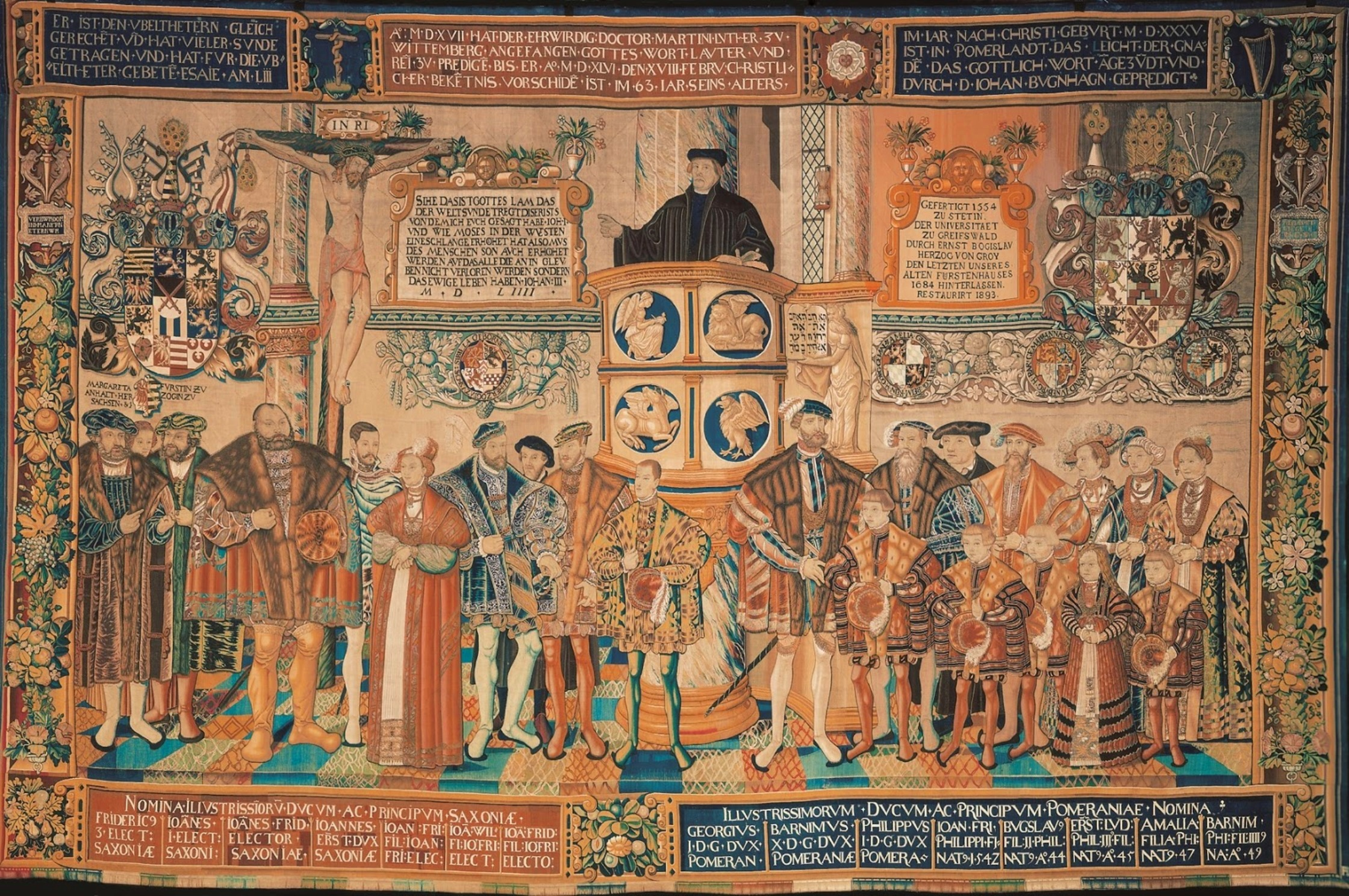
Der Croÿ-Teppich der Universität Greifswald zeigt Bugenhagen im Kreis der Pommerschen Herzogsfamilie

Auch vermittelte Bugenhagen in der Brautwerbung Philipps mit Maria von Sachsen und reiste in diesem Zusammenhang im August 1535 nach Torgau an den Hof Johann Friedrichs zur Brautbeschau in Begleitung des Rats Jobst von Dewitz und des Kanzlers Herzog Barnims Bartholomaeus Suawe. Dabei wurden grundlegende Fragen über den Brautschatz, die Morgengabe, das Wittum Marias, den ungefähren Termin des Beilagers, Erbfolge und anderes mehr ausgehandelt. Nach dem Abschluss des Ehekontrakts am 25. Februar 1536 wurde die Hochzeit Philipps mit Maria vom 27. bis zum 29. Februar in Torgau gefeiert.
Die politischen Dimensionen dieser Heirat lagen für alle Sachkundigen offen zutage. In der bald nach der Torgauer Hochzeit vollzogenen Aufnahme Pommerns in den Schmalkaldischen Bund fanden sie ihren sichtbaren Ausdruck. Dass sich die pommerschen Herzöge in der Folgezeit als ausgesprochen halbherzige Mitglieder des protestantischen Bündnisses erwiesen, ließ einen gewissen Schatten über jene Ereignisse fallen, änderte jedoch nichts an dem Faktum, dass Pommern von nun an als ein evangelisches Territorium und den protestantischen Ständen zugehörig galt. Bugenhagen hatte mit seiner Tätigkeit in Pommern wesentlich zum Anschluss seines Heimatlandes an die Reformation beigetragen. Freilich hatte er nur Fundamente legen können, hatte dies aber mit der ihm eigenen Bedächtigkeit, Sorgfalt und Hingabe getan und damit Wertbeständiges geschaffen. Der Ausbau der pommerschen Kirche zu einer lutherischen Landeskirche und vollends die Durchdringung des gesamten Landes mit dem Geist des reformatorischen Evangeliums blieben jedoch Aufgaben, deren Lösung noch Jahrzehnte erfordern sollte.
Die Hochzeit von Torgau wurde 1553 auf dem sogenannten „Croÿ-Teppich“ thematisiert und diente dem Zweck, die unterschiedlichen lutherischen Lehrmeinungen, die sich nach dem Schmalkaldischen Krieg herausgebildet hatten, zu einem „Tapetum Concordiae“ zusammenzuführen.

#### Bugenhagen wird Professor

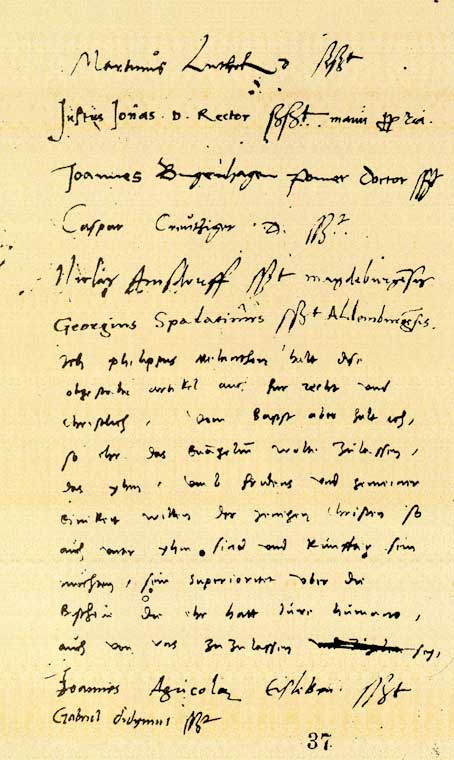
Die Unterschriften der Reformatoren unter die Schmalkaldischen Artikel

Zurückgekehrt nach Wittenberg, wurde er am 19. September 1535 mit der Dissertation „Quinta feria post Exaltationis crucis“ in die theologische Fakultät als ordentlicher Professor aufgenommen und übernahm die vierte Professur an der theologischen Fakultät. Da in Wittenberg aber zu jenem Zeitpunkt die Pest grassierte, widmete er sich zunächst den von Luther gewünschten überregionalen Ordinationen. Damit wurde Wittenberg zum Zentrum des lutherischen Protestantismus, und Bugenhagen geriet immer mehr in die Rolle eines Bischofs der Reformation. Am 26. Mai 1536 nimmt der Pommer an der Wittenberger Konkordie mit den Oberdeutschen Reformatoren teil und erweist sich dabei als ausgleichsbereiter Verhandlungspartner, aber zugleich als beharrlicher Verfechter von Luthers Abendmahlslehre. In gleicher Form nahm er auch am Schmalkaldischen Bundestag 1537 teil und legte dort den Theologen die Schmalkaldischen Artikel zur Unterschrift vor.

### Dänemark

#### Rahmenbedingungen

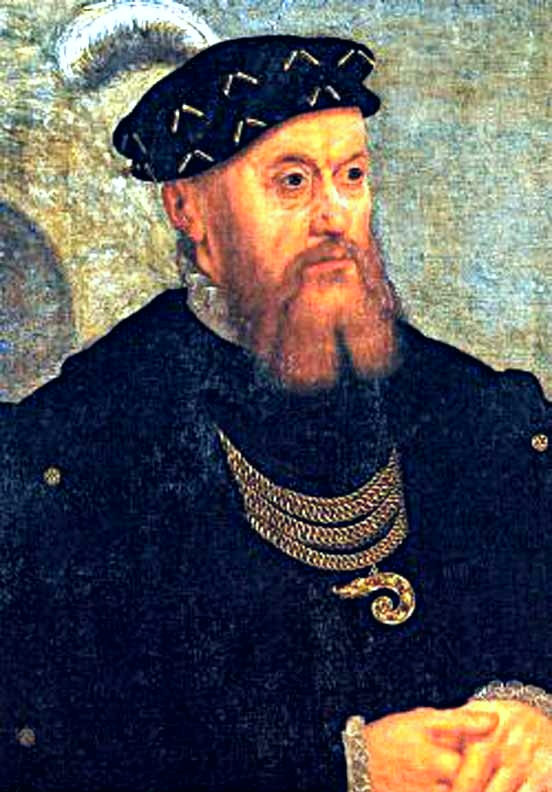
Christian III. von Dänemark und Norwegen

Für die Ausstrahlung der Reformation in die nordischen Länder bestanden aufgrund der engen Beziehungen der hansischen Kaufleute günstige Bedingungen. Das förderte neben anderen Faktoren, wie dem Studium zahlreicher Studenten aus skandinavischen Ländern in Wittenberg und dem Wirken lutherischer Prediger in diesen Ländern, die Aufnahme von reformatorischen Ideen in den Handelsstädten. Deren erster Förderer war der dänische König Christian II., der persönliche Beziehungen nach Wittenberg unterhielt. In Dänemark fanden sich im Kampf für die neue Kirche Städtebürger und Königtum nebst Teilen der Bauernschaft gegen den Hochadel zusammen. Da Christian II. sich auch bei dem Versuch der gewaltsamen Unterwerfung Schwedens und durch die Beschränkung hansischer Privilegien Feinde gemacht hatte, wurde er 1523 vom Adel seines Landes, der sowohl in Schweden als auch bei den Hansestädten Unterstützung fand, vertrieben. Den Thron bestieg sein Onkel Friedrich I., der Herzog von Schleswig und Holstein. Friedrich erreichte, dass auf dem Herrentag zu Odense 1527 den Lutheranern Duldung zugesagt wurde. Er konnte damit die Unabhängigkeit der dänischen Kirche von der römisch-katholischen Kirche erreichen. So sicherte er sich zugleich die bisher von der Kirche eingezogenen Abgaben. 1531 geriet Christian II. bei dem Versuch, von Holland aus sein Reich zurückzuerobern, in Gefangenschaft. Nach dem Tod Friedrichs 1533 begann Christoph von Oldenburg im Namen seines Cousins Christian II. mit der so genannten „Grafenfehde“, einem Krieg gegen Friedrichs Sohn Christian III. Unterstützt wurde er von den bereits evangelischen Städten Kopenhagen und Malmö, während der meist katholische Adel bis fast zur völligen Niederlage wartete, ehe er den als Anhänger der Reformation bekannten Christian III. als König anerkannte.
Als 1536 die Thronstreitigkeiten beendet waren, führte Christian III. die Reformation offiziell in Dänemark und Norwegen ein. Er ließ am 20. August 1536 sämtliche Bischöfe gefangen setzen, die während des vergangenen Bürgerkrieges seine Gegner waren, zog das Kirchengut zugunsten der Krone ein und übernahm selbst die Leitung der Kirche. Christian III. schrieb an den sächsischen Kurfürsten mit der Bitte, Bugenhagen und Melanchthon zur Förderung der dänischen Bemühungen nach Kopenhagen zu senden. Dies wurde jedoch abgelehnt, da beide für den Kurfürsten zu diesem Zeitpunkt unersetzlich waren. Abermals wandte sich Christian III. am 17. April 1537 an den Kurfürsten und Luther. Letzterem sandte er den Entwurf einer Kirchenordnung für Dänemark zur Prüfung.

#### Ankunft und Wirken in Dänemark

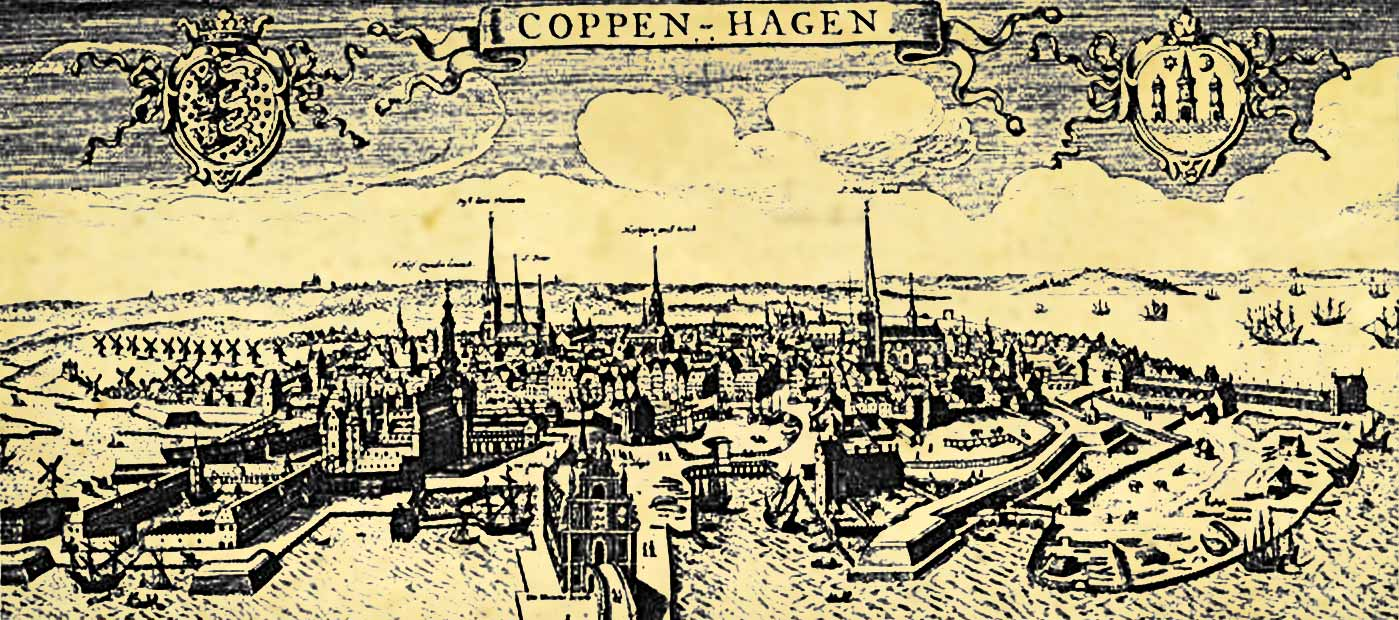
Alter Stich von Kopenhagen

Sein Dienstherr Johann Friedrich I. beurlaubte Bugenhagen. Um den 10. Juni 1537 brach Bugenhagen in Begleitung seiner Familie und seiner Reisebegleitung nach Dänemark auf. Am 5. Juli traf er nach einer Reise über Hamburg, Holstein und Schleswig in Kopenhagen ein. Hier widmete er sich umgehend der Bearbeitung der bisher entworfenen dänischen Kirchenordnung. Diese wurde von ihm in ständigem Austausch mit den dänischen Vertretern erarbeitet. Bevor die Kirchenordnung verabschiedet werden konnte, vollzog Bugenhagen, um die kirchenpolitischen Voraussetzungen zu schaffen, am 12. August 1537 in der Kopenhagener Frauenkirche unter großer Prachtentfaltung die Krönung von Christian III. und seiner Frau. Am 2. September erfolgte die Amtseinführung der ersten sieben dänischen Superintendenten. In beiden Fällen handelte es sich um einen deutlichen Bruch mit der Tradition, denn sowohl Krönung wie Weihe waren Bischöfen vorbehalten gewesen. Die Amtseinführung der Superintendenten wird bis heute als Unterbrechung der apostolischen Sukzession in Dänemark angesehen.
Für die Diözese Seeland, deren Sitz in Roskilde war, aber auch Kopenhagen umfasste, setzte man Peder Palladius ein. Auch die 1479 gegründete Universität Kopenhagen, die einen ständigen Niedergang erlitten hatte, wurde auf Wunsch des Königs mit einem feierlichen Akt am 9. September 1537 wiedereröffnet. Unter anderem wurde Bugenhagen damit beauftragt, sich um den Beginn des Lehrbetriebs zu kümmern. Nachdem die Kirchenordnung im umfangreichen Maße überarbeitet war, wurde sie am 2. Oktober vom König unterzeichnet und damit offiziell verabschiedet. Daraufhin gelangte sie in Druck und wurde am 13. Dezember herausgegeben. Auffällig an der Kirchenordnung ist der „Königsbrief“, worin der feste Wille des Königs Ausdruck fand, die Leitung der neu geschaffenen lutherischen Kirche in königlicher Hand zu halten. Vorausgegangene Bestrebungen für eine stärkere kirchliche Selbständigkeit verblieben damit ergebnislos und mündeten in ein Staatskirchenwesen.
Seit der Gründung des Schmalkaldischen Bundes war es klar, dass die Entwicklung und Festigung des Protestantismus nicht nur von der Überzeugungskraft reformatorischer Predigt und theologischer Argumente abhing, sondern auch politischer Machtmittel bedurfte, um sich gegen die latente Bedrohung durch antireformatorische Kräfte zu sichern. Auch der König mit seiner Autorität und seinen Machtmitteln duldete diese Kirche nicht nur, sondern stellte sich als überzeugter und frommer lutherischer Christ an ihre Spitze. Er übernahm damit die Fürsorge für ihr Gedeihen als ureigenes Anliegen. Es war nötig, unerwünschte Entwicklungen möglichst rechtzeitig zu verhindern, um damit der Reformation auch in den Königreichen Dänemark und Norwegen kirchlich geordnete Verhältnisse zu ermöglichen. Dadurch entwickelte sich zwischen Bugenhagen und Christian III. ein persönliches Verhältnis, das bis ans Lebensende halten sollte.
Mit der Kirchenordnung hatte man zunächst eine lutherische Grundlage geschaffen, die das Kirchenwesen im Herrschaftsgebiet Christians III. regelte. Dazu gehörten jedoch nicht die von ihm nur in Personalunion regierten Herzogtümer Schleswig und Holstein, die erst 1542 eine eigene Kirchenordnung erhielten. Ohne weiteres wurde in der Kirchenordnung die finanzielle Sicherstellung und die Mitwirkung von Geistlichen und Gemeinden an der Mitgestaltung des kirchlichen Lebens eingeräumt. Auch wurden Empfehlungen zur Lehre, für die Geistlichen, zu den Zeremonien, zu den Schulen, zum Gemeindekasten, zu den Kirchenbibliotheken sowie zu Superintendenten und Pröpsten gegeben. Sobald es jedoch zur Wahl von Geistlichen kam, wurde dem König das Recht der letzten Bestätigung eingeräumt. Nach Unterzeichnung der Kirchenordnung übernahm Bugenhagen als maßgeblicher Berater des Königs die Hauptlast für die Umsetzung der in der Kirchenordnung angestrebten Ziele.

#### Lehrer an der Universität Kopenhagen

Siegel der Universität Kopenhagen

Bugenhagen konnte nach einem weiteren Ansuchen Christians III. seinen Aufenthalt in Kopenhagen verlängern, nachdem er durch den Beitritt Dänemarks zum Schmalkaldischen Bund die Zusage des sächsischen Kurfürsten erhielt. Am 28. Oktober 1537 begannen die Vorlesungen an der Kopenhagener Universität. Dafür hatte Bugenhagen bereits eine Grundordnung erarbeitet, die er in der Fundatio et ordinatio universalis Scolae Hafniensis weiter ausarbeitete. Sie wurde auf dem Reichstag zu Odense am 10. Juni 1539 verabschiedet. Diese Universitätsordnung enthielt alle für die damalige Zeit notwendigen Regeln und bevorzugte (für die damalige Zeit typisch) die theologische Fakultät. Dabei wurde festgelegt, dass Palladius als Bischof von Seeland ständiges Mitglied der Universität, sowie weitere zwei promovierte Theologen Vorlesungen über die heilige Schrift halten sollten. Als zeitweiliges Mitglied wirkten zunächst Bugenhagen und Tilemann von Hussen an der Fakultät. An der philosophischen Fakultät stand vor allem der Hebräisch-Unterricht unter Hans Tausen im Vordergrund.
Nach anfänglichen Schwierigkeiten entwickelte sich die Universität prächtig und Bugenhagen wurde die Ehre zuteil, am 28. Oktober 1538 zum Rektor der Universität berufen zu werden. Dennoch drängten ihn die noch offen stehenden Fragen bei Durchführung der Kirchenordnung. So bei der Taufe, wo er entschied, dass die Kinder nicht nackt, sondern angezogen getauft würden. Beim Schuldienst wies er darauf hin, dass die Lehrer sich mit Hingabe ihrer Aufgabe widmen sollten, und kritisierte zugleich manche Fehlentwicklung. Den Geistlichen schärfte er die strikte Auslegung der Kirchenordnung ein. Bugenhagen versuchte aber auch, vermittelnd im Streit der Herzöge von Pommern mit Christian III. um die Insel Rügen zu wirken. Er musste jedoch bald erkennen, dass Religion und Reichspolitik unterschiedlich gehandhabt wurden im Hause Dänemark. Viele ungelöste Missstände ließen im Laufe der Zeit seinen anfänglichen Enthusiasmus schwinden.

#### Abreise aus Dänemark
Bugenhagens Abreise nahte mit dem Ablauf seiner Freigabe durch den sächsischen Kurfürsten. Nachdem er schon am 4. April 1539 aus Kopenhagen abgereist war, blieb er kurze Zeit auf Schloss Nyborg, wo er seine Eheschrift und seinen Sendbrief an die Superintendenten abfasste. Über Pfingsten 1539 weilte Bugenhagen mit Christian III. in Haderslev und nahm am 9. Juni am Reichstag in Odense teil. Hier erlebte er, dass die inzwischen verbesserte Kirchenordnung in ihrer endgültigen dänischen Fassung in aller Form vom Reichstag bestätigt wurde und damit zum Landesgesetz wurde. Am folgenden Tage erhielt die von ihm betreute Neugründung der Universität mit der Unterzeichnung des Königs ebenfalls rechtsverbindliche Bestätigung. Sein fast zweijähriges Wirken in Dänemark endete mit einer Abschiedspredigt vor dem Reichstag. Am 15. Juni 1539 reiste er mit seiner Familie über Hamburg, Celle, Gifhorn, Haldensleben und Magdeburg, und traf am 4. Juli wieder in Wittenberg ein, wo er ein Fass Bier vom Wittenberger Rat erhielt. Nach wie vor blieb der Kontakt zu Dänemark erhalten. Als der Bischof von Schleswig 1541 gestorben war, bot Christian III. Bugenhagen den Bischofssitz in Schleswig an, den er jedoch aus Altersgründen ablehnte. Derselbe Beweggrund scheint auch bei Ablehnung des Camminer Bischofsstuhls die Grundlage gebildet zu haben.

### Letzte Jahre

#### Auswärtige Angelegenheiten
Nach Wittenberg zurückgekehrt, bewältigte Bugenhagen ein großes Pensum an Arbeit. Unter den Wittenberger Reformatoren kam es zunehmend zu ernsten Auseinandersetzungen (z. B. Luther – Agricola), die zu Spannungen führten. In solchem Umfeld nahm er seit 1539 an der Revision der Lutherbibel teil, bei der er vor allem Luther bei der Wortwahl für bestimmte Begriffe aus dem Ober- und niederdeutschen Sprachgebiet beriet. Bugenhagen wurde auch nach auswärts gesandt. So führte ihn 1542 eine Einladung des Königs Christian III. zum Landtag nach Rendsburg, wo die dänische Kirchenordnung auch für die Herzogtümer Schleswig und Holstein angenommen wurde, nachdem sie ins Niederdeutsche übersetzt und an die Verhältnisse in den Herzogtümern angepasst worden war.

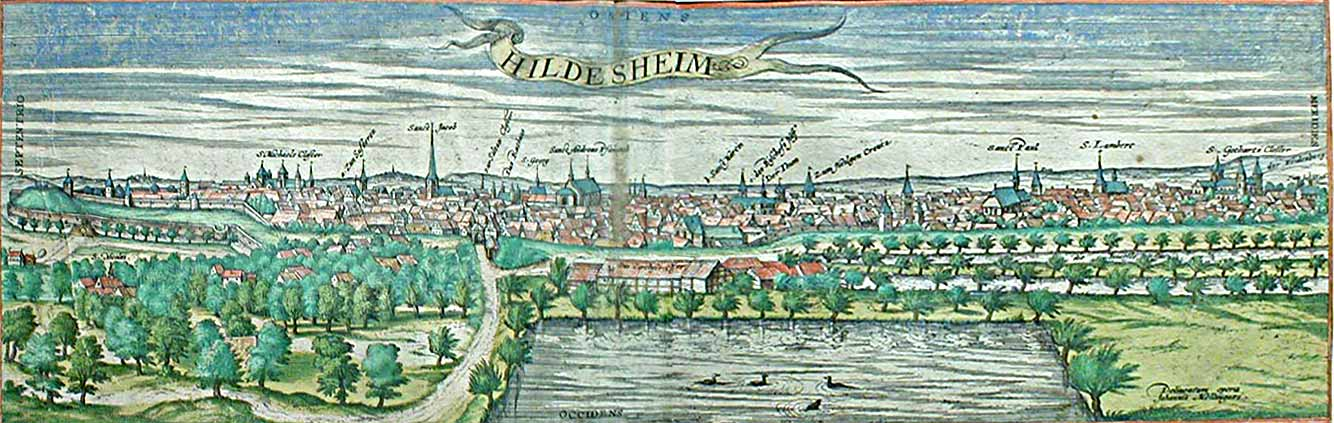
Hildesheim im 16. Jahrhundert

Unmittelbar nach seiner Rückkehr nach Wittenberg befreite der Schmalkaldische Bund Braunschweig-Wolfenbüttel mit Waffengewalt vom antireformatorischen Herzog Heinrich von Braunschweig. Bugenhagen wurde als provisorischer Superintendent des Landes eingesetzt und visitierte die Kirchengemeinden mit Anton Corvinus und Martin Görlitz. Am 1. September nahm er sein Amt in der Bischofsstadt Hildesheim auf, wo sich am 26. September die Bürgerschaft für die Reformation entschied. Die Visitationen fanden zwar in den Städten Braunschweig-Wolfenbüttels freundliche Aufnahme, jedoch weigerten sich vor allem die Klöster auf dem Lande, der Reformation Eingang zu gewähren. Auch hatten die Gleichgültigkeit der weltlichen Beamten und die Verwüstung des Kirchengutes, die der Krieg mit sich brachte, dazu beigetragen, dass die Reformen keinen durchgreifenden Erfolg erzielten. Die Kirchenordnung für Braunschweig-Wolfenbüttel von 1543, die im Wesentlichen das Werk Bugenhagens ist, war Grundlage für die Kirchenordnung von Hildesheim 1544.
In die 1540er Jahre fallen auch seine brieflichen Kontakte zu den Reformatoren in Siebenbürgen, die das Wirkungsspektrum Bugenhagens ständig erweiterten.

#### Nach dem Tod Luthers

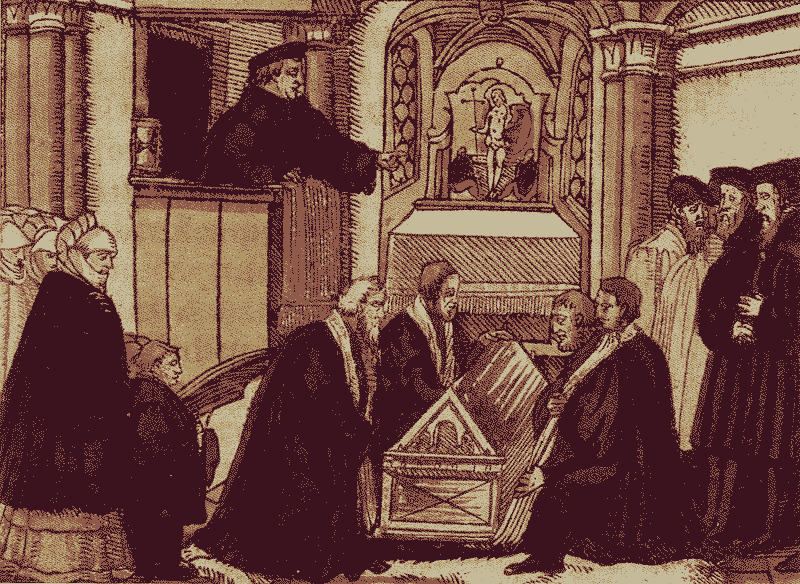
Bugenhagen bei Luthers Begräbnis als Kanzelredner

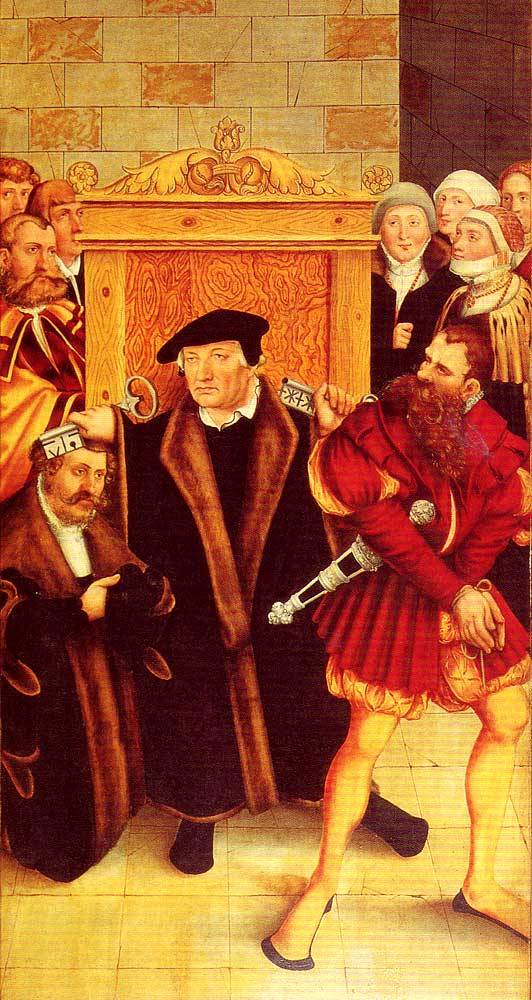
Die Buße, Bugenhagen dargestellt auf dem rechten Flügel der Außenseite des Altars in der Wittenberger Stadtkirche, geschaffen von Lucas Cranach dem Älteren und Lucas Cranach dem Jüngeren 1547

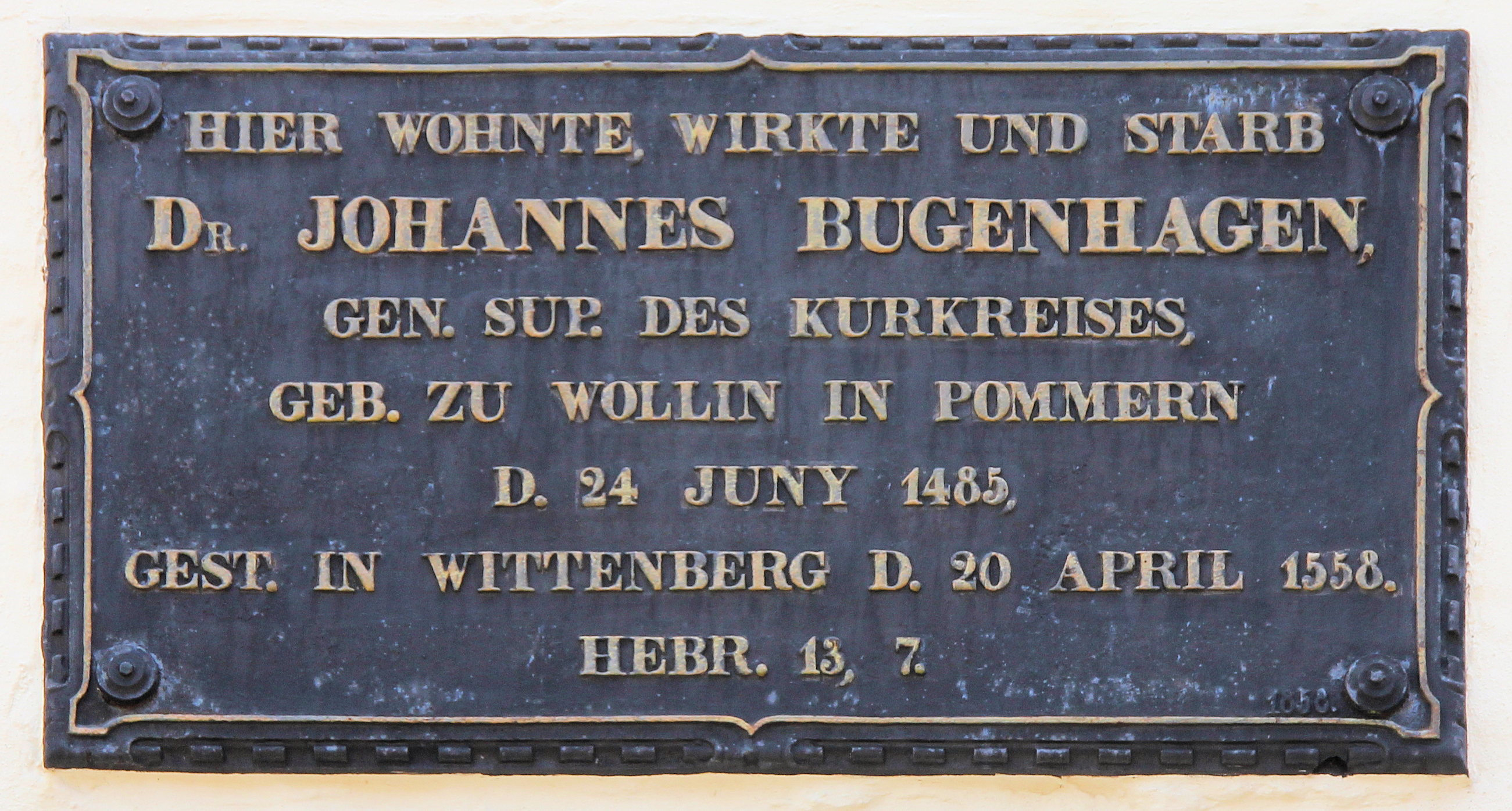
Gedenktafel am Haus Kirchplatz 9, in der Lutherstadt Wittenberg

Der Tod Luthers am 18. Februar 1546 erschütterte ihn sehr. Er hielt Luther als „Lehrer, Propheten und gottesgesandten Reformator“ mit bewegter Stimme am 22. Februar die Leichenpredigt. Nach Luthers Tod lastete nun auf den Schultern Melanchthons und Bugenhagens die Hauptlast der Verantwortung für die künftigen Geschicke des lutherischen Protestantismus. Als Karl V. mit Waffengewalt gegen die Reformation vorzugehen begann, wurde Bugenhagens Lage lebensbedrohlich. Karl V. belagerte Wittenberg, die Universität war geschlossen worden, und Melanchthon hatte mit der Mehrzahl der Lehrer die Stadt verlassen. Bugenhagen sah sich aber seiner Wittenberger Gemeinde verpflichtet und konnte durch seine Haltung Caspar Cruciger den Älteren, Georg Rörer und Paul Eber ebenso dazu ermuntern, in der Stadt zu bleiben. Bugenhagens Gottesdienst wurde auch besonders aufmerksam von den kaiserlichen Beobachtern wahrgenommen.
Nachdem es zur Wittenberger Kapitulation gekommen war, stand Bugenhagen mit den widersprüchlichsten Gefühlen dem neuen Dienstherrn Moritz von Sachsen gegenüber. Dennoch bemühte er sich im Interesse der Stadt und eines ersehnten Friedens um ein gutes Verhältnis zum neuen Kurfürsten. Dafür wurde er von den Anhängern des alten Kurfürsten gescholten, erreichte aber mit seiner Haltung, dass am 24. Oktober 1547 der Universitätsbetrieb in Wittenberg wieder aufgenommen wurde und so das Erbe Luthers weitergepflegt werden konnte. So war er vom 16. November 1548 bis zum Wintersemester 1557/58 Dekan der Theologischen Fakultät gewesen.
Als der Kaiser den Protestanten das Augsburger Interim auferlegte, bedeutete dies eine Rekatholisierung, gegen die sich alle Protestanten wehrten. Auch der Kurfürst Moritz erachtete diese als nicht durchführbar. Daraufhin nahm man Verhandlungen in Celle auf, an denen auch Bugenhagen teilnahm. Dabei drängten die kursächsischen Räte darauf, möglichst viel dem Kaiser von der protestantischen Position nachzugeben, um einen neu aufkeimenden Krieg zu vermeiden. Das Ergebnis waren die Leipziger Artikel, welche zwar das Augsburger Interim abschwächten, jedoch trotz alledem einen starken Einschnitt in die lutherische Theologie darstellten. Den Wittenberger Theologen wurde nun wiederum von den Gnesiolutheranern vorgeworfen, Luther und die Reformation verraten zu haben. Diese Auseinandersetzungen verschärften sich und hatten eine Parteienbildung im evangelischen Lager zur Folge. Auch aus den folgenden theologischen Streitigkeiten verlor Bugenhagen viele einstige Mitstreiter und Freunde.
Wie stark ihn die in ungutem Ton und ohne Verständigungsbereitschaft geführten Auseinandersetzungen bewegten und wie tief ihn nun, da sich sein Leben allmählich dem Ende zuneigte, die Vorwürfe und Verdächtigungen trafen, zeigte Bugenhagens letztes größeres Werk, der Jona-Kommentar. Dieser Kommentar ist ihm unter der Hand zu einer ausführlichen Rechtfertigungsschrift im Blick auf die Interimsstreitigkeiten geworden, in der er seine Treue zur Lehre Luthers nachweist und zum Teil heftige Polemik gegen die katholische Kirche entfaltet. Auch an der Passionsharmonie arbeitete Bugenhagen erneut in dieser Zeit, mit dem Ziel, sie zu einer Evangelienharmonie zu erweitern, konnte sie aber nicht mehr zum Abschluss bringen. Als Kurfürst Moritz durch seinen Kriegszug gegen den Kaiser und dem daraus folgenden Passauer Vertrag die Position des Protestantismus verbesserte und die Interimsproblematik damit gegenstandslos wurde, empfand Bugenhagen diese Wendung der Dinge als Erhörung seines bittenden Gebetes. Sein Gebetsleben wurde in diesen letzten Jahren offenbar ständig intensiver, wie er überhaupt mit fortschreitendem Alter und nachlassender Lebenskraft sich zunehmender Verinnerlichung widmete.
Zu Kurfürst August, an dessen Hof er als Interimstheologe verdächtigt wurde, gewann Bugenhagen kein engeres Verhältnis mehr. Wittenberg verließ er nur noch selten zu kurzen Reisen. Seine Tätigkeit in der Gemeinde und an der Universität beanspruchte ihn. Im Angesicht der Türkengefahr, des Konzils von Trient und der drohenden Gefahr eines Bruderkrieges zwischen deutschen Fürsten, verfiel er des Öfteren in eine düstere apokalyptische Stimmung. Christian III. von Dänemark beschreibt er seine Situation in Wittenberg am 23. Januar 1553 in einem Brief: „Hier predige ich, lese Lectionen in der Schulen, schreibe, richte Kirchsachen aus, examinire, ordinire und sende viel Prediger aus, bete mit unser Kirchen und befehle alles dem himmelischen Vater im namen unsers HERRN Jesu Christi und werde mit meinen lieben Herrn und Brudern dafur wol geplaget von den Teufelschen, Lügenern, lesterern, Heuchelern und andern Schwermern etc. …“.

### Tod

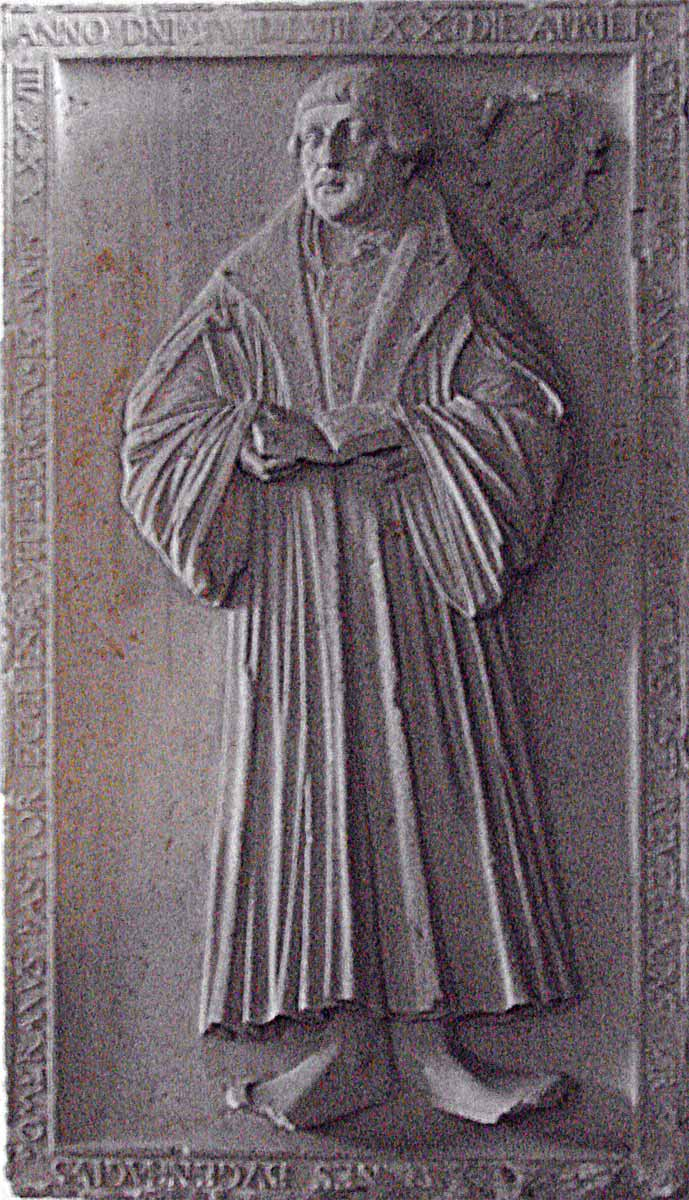
Grabstein Johannes Bugenhagens in der Wittenberger Stadtkirche

Drei Jahre später verfasste der „Doctor und Pastor zu Wittenberg“ eine Vermanung an alle Pastoren und Predicanten des Euangelii im Churfürstenthumb zu Sachssen mit der Bitte, sie im Laufe der nächsten Sonntagsgottesdienste auch den Gemeinden zu verlesen. In diesem letzten Hirtenbrief des Bischofs der Reformation forderte er die Gemeinde auf, angesichts der bösen Zeiten die Sünden zu bekennen und sich dem Trost zuzuwenden, der allein bei Gott zu finden sei. So nahm er seine seelsorgerliche Verantwortung bis zum Ende seines arbeitsreichen Lebens uneingeschränkt wahr. Im Alter von 72 Jahren musste er das von ihm stets hochgeschätzte Predigtamt aufgeben. Nach raschem Kräfteverfall und kurzem Krankenlager starb Bugenhagen, nachdem ihm der Diakon Sebastian Fröschel mit Bibelworten seelsorgerlichen Zuspruch geleistet hatte, zur Mitternacht vom 19. zum 20. April 1558 an Altersschwäche. Am Abend des darauf folgenden Tages wurde er in der Kirche, in der er fast dreieinhalb Jahrzehnte lang seiner Gemeinde das Wort der Schrift verkündigt hatte, zur letzten Ruhe gebettet und Melanchthon hielt ihm die Gedenkrede.

## Wirkung
Johannes Bugenhagen gehört neben Martin Luther, Philipp Melanchthon, Justus Jonas und Caspar Cruciger zu den bedeutenden Altvätern der evangelischen Kirche während der Wittenberger Reformation. So trat er vor allem als Begründer des lutherischen Kirchenwesens im Norden Deutschlands und in Dänemark, als langjähriger Wittenberger Stadtpfarrer und Lehrer an der dortigen Universität, als enger Mitarbeiter, Freund und Seelsorger Martin Luthers hervor. Er hat sich dabei außerordentliche Verdienste um die Einführung und Festigung der Reformation erworben, wobei seine besondere Wirksamkeit über theologisch-theoretische Kategorien hinausging, indem er mit seinen vielen regionalen und überregionalen Kirchenordnungen praktische, juristische und soziale Aspekte der neu entstandenen Konfession auf entscheidende Weise mitgestaltete. In dieser Hinsicht war er – um zwei moderne Ausdrücke zu benutzen – letztlich persönlicher Assistent Martin Luthers und zugleich juristischer Syndikus der evangelisch-lutherischen Reformation.
Als Exeget seiner Zeit wurde er nicht nur von den Wittenberger Reformatoren geschätzt. Oft griffen auch die oberdeutschen Reformatoren, wie Johannes Oekolampad, seine exegetischen Arbeiten auf und lobten diese. Sie gehörten zur Normalausstattung einer Pfarrbibliothek der damaligen Zeit. Die aus seinen Vorlesungen entstandenen Passionsharmonien fanden eine weite Verbreitung und wurden als eine Art Volksbuch der Reformationszeit bis in das 17. Jahrhundert auch in polnischer und isländischer Sprache aufgelegt. Sie haben als Anhang an Gesangbüchern bis nach Grönland und Finnland frömmigkeitsgeschichtlich gewirkt.
Auffällig erschienen in Bugenhagens Schaffen dessen Kirchenordnungen, die bis auf die dänische Ordnung im damals in Norddeutschland üblichen Mittelniederdeutsch verfasst sind. Sie enthalten nicht nur die neuen Regelungen für Kirchenverwaltung, Ämter, Schule, Armenversorgung und Gottesdienste, sondern auch theologische Begründungen für die getroffenen Regelungen. Besondere Beachtung legt Bugenhagen dabei auf ein neues Verständnis von Gottesdienst und Abendmahl. Er geht dabei von leicht verständlichen Ausführungen zu komplexeren theologischen Argumentationen über, und der Stil ist an Predigten angelehnt.
Die Kirchenordnungen erschienen im Druck und wurden nach ihrer Beschlussfassung in den Kirchen verlesen. Sie richteten sich also nicht nur an die Kirchen- und Verwaltungsfachleute, sondern an die gesamte Gemeinschaft der Gläubigen einer Gemeinde. Aus der Arbeit an den Kirchenordnungen ragen seine Anregungen zum Schuldienst ohne weiteres heraus. Bugenhagen räumt dabei erstmals einfachen Mädchen die Möglichkeit ein, sich zu bilden. In seinem Canon von Bildung wollte er, dass die Kinder nicht nur durch die Eltern, sondern auch durch die Schule zu tüchtigen Menschen erzogen werden. Die Erziehung sei Aufgabe der Gemeinden. Ebenso habe die Gemeinde für die Weiterbildung der begabten, aber armen Jungen und Mädchen zu sorgen. So entwickelte er in seinen Wirkgebieten auch die Einrichtungen der Armenversorgung und regulierte sie durch die Einrichtung eines „gemeinen Kastens“ (Gemeindeschatzkasten) nach Wittenberger Vorbild. Der enge Bezug von Gemeinde und Amt in seinen Kirchenordnungen ist das kennzeichnende Merkmal der Interdependenz von theologischer Begründung und rechtlich ordnendem Denken. Diese Kirchenordnungen wurden dadurch auch Vorlagen für andere Kirchenordnungen im norddeutschen Raum. Schließlich erinnert der 20. April als evangelischer Gedenktag an Bugenhagen.
Zu den Nachwirkungen ist ferner zu rechnen, dass es in Norddeutschland vergleichsweise viele Kirchen gibt, die den Namen Bugenhagenkirche tragen und dass die Nordelbische Evangelisch-Lutherische Kirche jedes Jahr am Reformationstag die Bugenhagenmedaille verleiht.
Der Pommernreformator fand auch Eingang in der modernen bildenden Kunst. Anlässlich der Luther-Dekade (2007–2017) vollendete der populäre pommersche Künstler Eckhard Buchholz 2013 das beeindruckende und großformatige Historienbild Der Pommernreformator Johannes Bugenhagen Mai 1535 in Stralsund (Öl, 96 × 122 cm). „(Das) Ölgemälde von Eckhard Buchholz erweist sich in der Luther Dekade … im Blick auf Pommern als eine bisher in der bildenden Kunst einmalig umgesetzte Darstellung der bis heute weiterwirkenden epochalen Umwälzung des Glaubens und des menschlichen Selbstverständnisses“. (L. Mohr 2014, S. 2). Das Bildnis ist mit zwei weiteren Werken christlichen Inhalts des Kunstschaffenden in der Stralsunder St.-Marien-Kirche der Öffentlichkeit zugänglich.

## Gedenktag
- Evangelische Kirche in Deutschland: 20. April im evangelischen Namenkalender[28]
- Lutherische Kirche – Missouri-Synode: 20. April[29]

## Gedenkstätten

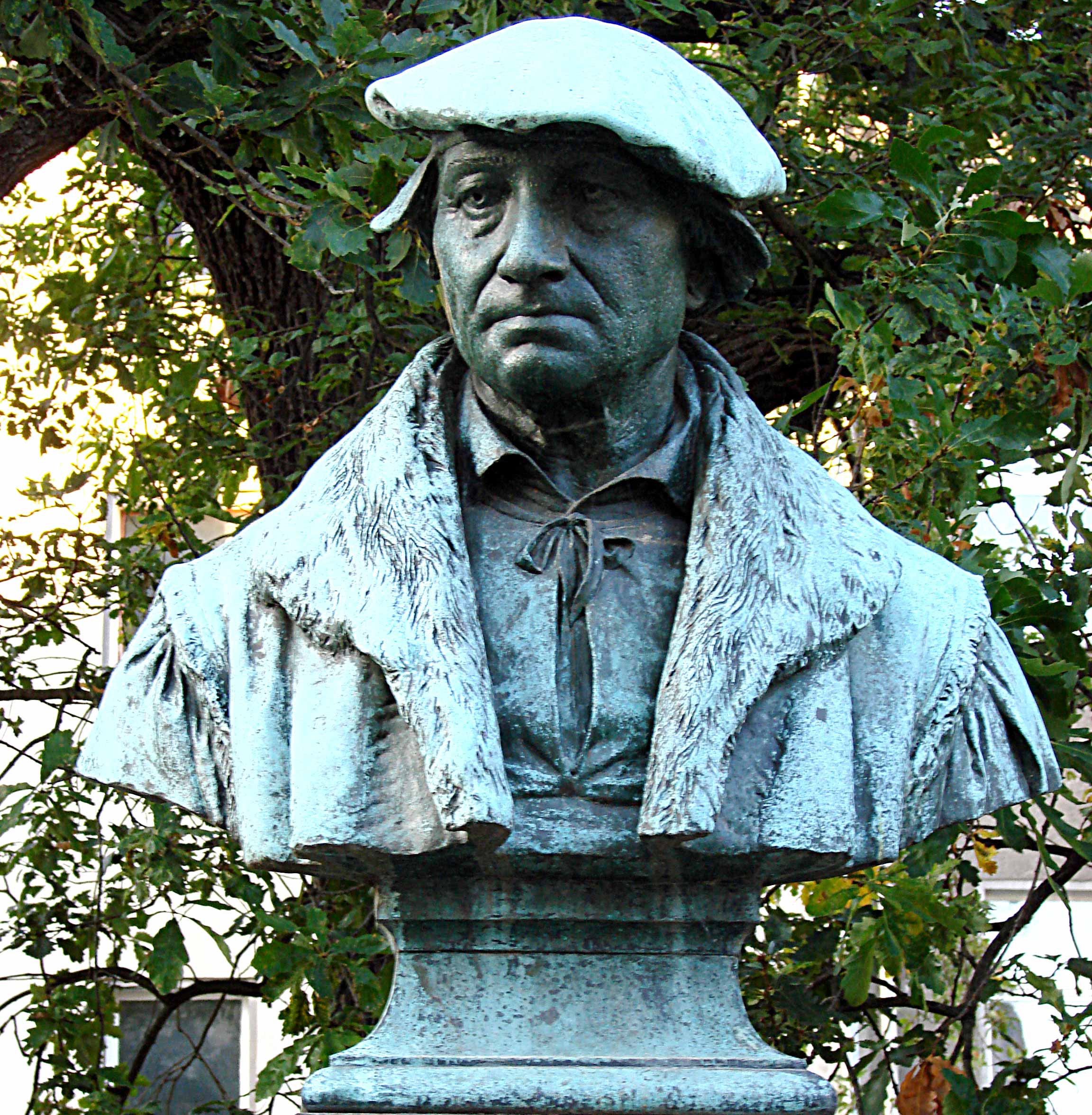
Bugenhagendenkmal in Wittenberg

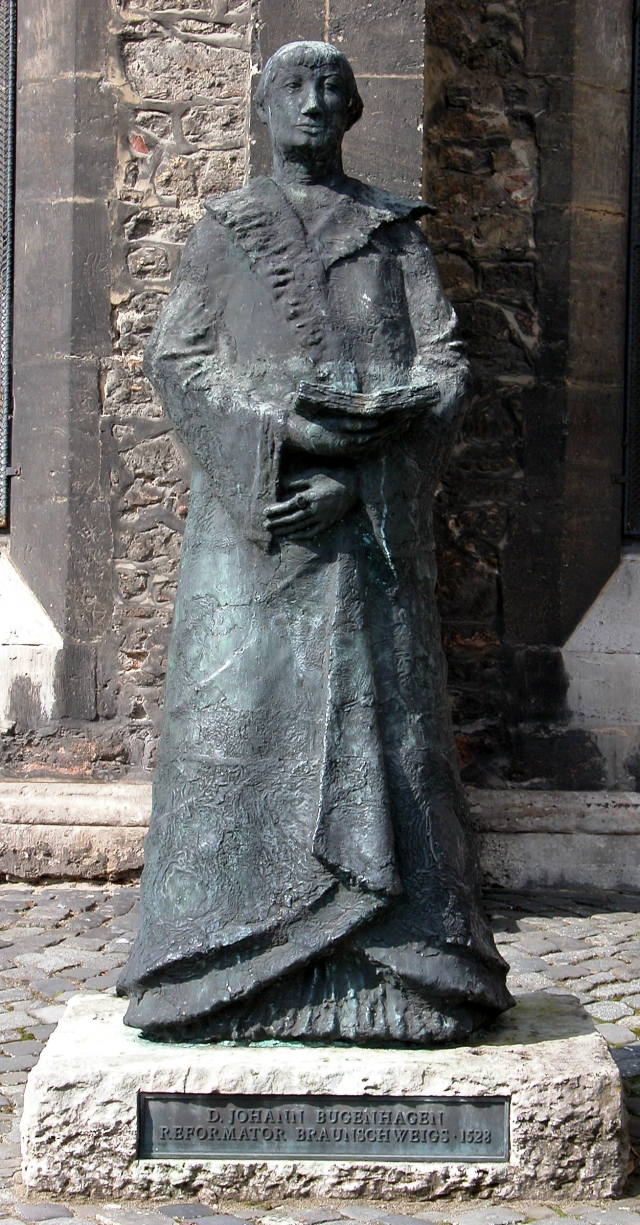
Bugenhagendenkmal Braunschweig

- Am Berliner Dom befindet sich eine Gedenktafel mit verschiedenen Reformatoren, die unter anderem auch Bugenhagen abbildet.
- In Braunschweig befindet sich ein Bugenhagendenkmal, das 1970 von Ursula Querner-Wallner geschaffen wurde.
- In Bretten befindet sich in der Gedächtnishalle des Melanchthonhauses das Reformatorenstandbild Bugenhagens, geschaffen von Fritz Heinemann.
- Auf dem zur 400-Jahr-Feier der Greifswalder Universität 1856 eingeweihten Rubenowdenkmal vor dem Unihauptgebäude ist Bugenhagen als Vertreter der Theologischen Fakultät als Vollplastik dargestellt. Mehrere Kirchenneubauten des 19. und frühen 20. Jahrhunderts, u. a. in Stettin, sowie Straßen und Plätze in Pommern trugen bzw. tragen den Namen Bugenhagens. Zu erwähnen ist hierzu auch der Croÿ-Teppich der Universität Greifswald, der das wohl bedeutendste Zeugnis der Reformation in Norddeutschland darstellt. Dieser wurde dem Doctor Pomeranus gewidmet.
- In Hamburg befinden sich ein Bugenhagendenkmal von Engelbert Peiffer aus dem Jahr 1885 vor dem heutigen Standort des Johanneums in Hamburg-Winterhude sowie eine Klinker-Plastik aus dem Jahr 1928 von Richard Kuöhl an der Bugenhagenkirche in Hamburg-Barmbek.
- In Hildesheim wurde 1995 auf dem Andreasplatz der Bugenhagenbrunnen von Ulrich Henn errichtet. Der Brunnen erinnert an die erste Kirchenordnung von Hildesheim, die Bugenhagen verfasst hat.
- In der Lutherstadt Wittenberg befindet sich am Bugenhagenhaus (Kirchplatz 9) eine 1858 angebrachte Gedenktafel. 1894 wurde auf dem Kirchplatz das von Gerhard Janensch geschaffene Bugenhagendenkmal aufgestellt. In der Schlosskirche befindet sich eine Bugenhagenstatue. Ihm zu Ehren wurde eine Straße und Schule benannt.
- In seiner Geburtsstadt Wollin wurde an der Stelle seines Elternhauses eine Gedenktafel angebracht.

## Werke (Auswahl)
- Interpretatio in Liberum. Nürnberg 1523, 1524, Basel 1524, Straßburg 1524, Wittenberg 1526.
- Interpretatio in Epestolam ad Ramanos. Hagenau 1523.
- Annotationes in Epistolas Pauli XI, posteriores. Nürnberg 1524, Straßburg 1524, Basel 1524.
- Historia Domini nostri J Chr. passi et glorificati, ex Evangelistis fideliiter contracta, et annotationibus aucta. Wittenberg 1526, 1540, 1546.
- Oratio, quod ipsius non sit oponio illa de eucharistia… Wittenberg 1526.
- Confessio de Sacramento corporis et sanguinis Christi. Wittenberg 1528.
- Dat Nye Testame[n]t düdesch: Mit nyen Summarie[n] edder kortem vorstande vp eyn yder Capittel. Peter Quentel, Köln 1528.
- Johannes Bugenhagens Pomerania. Hrsg. im Auftrage der Gesellschaft für Pommersche Geschichte und Alterthumskunde mit Unterstützung der Königlich Preußischen Archivverwaltung von Otto Heinemann (Quellen zur Pommerschen Geschichte, Band IV), Stettin 1900 (Digitalisat).
- Der erbarn Stadt Brunswig christlike Ordening to Denste dem hilgen Evangelio … / dorch Johannem Bugenhagen … bescreven. Wittenberg 1528, 1531.
- Der ehrbaren Stadt Hamburg christliche Ordnung, 1529. Hrsg. und übers. von Hans Wenn. Hamburg 1971.
- Der Keyserliken Stadt Lübeck Christlike Ordeninge. Lübeck 1531, Text mit Übersetzung, Erläuterung. u. Einleitung, hrsg. v. Wolf-Dieter Hauschild. Lübeck 1981, ISBN 3-7950-2502-8.
- Eine Schrift wider dem Kelch-Diebe. Wittenberg 1532.
- De Biblie vth der vthlegginge Doctoris Martini Luthers yn dyth düdesche vlitich vthgesettet mit sundergen vnderrichtingen alse men seen mach, Lübeck 1533, Fol. Magdeburg 1545.
- Kercken-Ordeninge des gantzen Pamerlandes 1535. Wittenberg 1535, Die pommersche Kirchenordnung, Text mit Übersetzung, Erläuterung. u. Einleitung, hrsg. v. Norbert Buske. Helms, Greifswald/Schwerin, ISBN 3-931185-14-1.
- Ordinatio Ecclesiastica Regnorum Daniae et Norvegiae, ac Ducatumm Slesvici et Holstatiae. Kopenhagen 1537.
- Biblia: dat ys de gantze Hillige Schrifft, Düdesch: Vpt nye thogerichtet, vnde mit vlite corrigert. Hans Lufft, Wittenberg 1541.
- Der XXIX. Psalm ausgelegt, darinne auch von der Kindtaufe. Wittenberg 1542.
- Christliche Kerken-Ordening im Lande Brunßwick Wolfenbüttelschen Deels. Wittenberg 1543.
- Kirchen Ordnung der Stadt Hildesheim. 1544.
- Historia des lydendes unde upstandige unses Heren Jesu Christi uth den veer Euangelisten = Niederdeutsche Passionsharmonie von Johannes Bugenhagen. Hrsg. von Norbert Buske, Faksimile-Druck nach d. Barther Ausgabe von 1586. Berlin/Altenburg 1985.
- Johannes Bugenhagens christliche Vermahnung an die Böhmen (1546), hrsg. u. eingel. von Gerhard Messler. Kirnbach 1971.
- Christliche vermanung des erwirdigen Herrn Doctor Johann Bugenhagen/Pomerani/ Pastors der Kirchen zu Wittenberg. An die löbliche Nachbarschaft /Behemen /Slesier vnd Lusiatier. Hans Lufft, Wittenberg 1546 und Kirnbach 1971, hrsg. u. eingel. von Gerhard Messler.
- Christliche Leichenpredigt über D. Martin Luthern, Wittenberg 1546.
- Ein Schrifft D. Johann Bugenhagen Pomerani: Pastoris der Kirchen zu Witteberg / An andere Pastorn vnd Predigern / Von der jtzigen Kriegsrüstung. Hans Lufft, Wittenberg 1546.
- Wie es vns zu Wittemberg in der Statt gegangen ist in diesem vergangenen Krieg … Wittenberg 1548, Jena 1705.
- Commentarius in Jonam Prophetam. Wittenberg 1550.

### Pressebeiträge
- Lutz Mohr: Von der Christianisierung bis zur Reformation. Triptychon zur „Luther-Dekade“ komplett. In: Die Pommersche Zeitung, Jg. 64, Folge 5 vom 1. Februar 2014. S. 1 f.

### Fachliteratur
- Evangelische Landeskirche Greifswald und Johannes-Bugenhagen-Komitee (Hrsg.): Verpflichtendes Vermächtnis. Ökumenisches Bugenhagen-Gedenken in Greifswald aus Anlaß der Reformation im Herzogtum Pommern vor 450 Jahren und des 500. Geburtstages des Reformators D. Johannes Bugenhagen, Pomeranus. Dokumentation des Festtages am 24. Juni 1985 in Greifswald und Hinweise auf weitere Veranstaltungen zum Bugenhagen-Gedenken.
- Heimo Reinitzer: Tapetum Concordiae. Peter Heymans Bildteppich für Philipp I. von Pommern und die Tradition der von Mose getragenen Kanzeln. Berlin 2012, ISBN 978-3-11-027887-3.
- Ferdinand Ahuis: Das Porträt eines Reformators. Der Leipziger Theologe Christoph Ering und das vermeintliche Bugenhagenbild Lucas Cranachs d. Ä. aus dem Jahre 1532. Vestigia Bibliae 31, Bern / Berlin / Bruxelles / Frankfurt am Main / New York / Oxford / Wien 2011, ISBN 978-3-0343-0683-6.
- Hans-Günter Leder: Bugenhagen Johannes – Gestalt und Wirkung Beiträge zur Bugenhagenforschung aus Anlaß des 500. Geburtstages des Doctor Pomeranus. Evangelische Verlagsanstalt, Berlin 1984.
- Kathrin Bauermeister: Johannes Bugenhagen und sein reformatorisches Wirken im Stift Hildesheim. Eigenverlag, Heyersum 2004.
- Ralf Kötter: Johannes Bugenhagens Rechtfertigungslehre und der römische Katholizismus. Studien zum Sendbrief an die Hamburger (1525) (= Forschungen zur Kirchen- und Dogmengeschichte 59). Göttingen 1994.
- Johannes Heinrich Bergsma: Die Reform der Meßliturgie durch Johannes Bugenhagen. 1966.
- Hermann Wolfgang Beyer: Johannes Bugenhages Leben und Wirken. 2. Auflage. 1947.
- Anneliese Bieber: Johannes Bugenhagen zwischen Reform und Reformation, die Entwicklung seiner frühen Theologie anhand des Matthäuskommentars und der Passions- und Auferstehungsharmonie. Göttingen 1993, ISBN 3-525-55159-2.
- Yvonne Brunk: Die Tauftheologie Johannes Bugenhagens. Verlag Ggp Media on Demand, Hannover 2003, ISBN 3-7859-0882-2.
- Georg Buchwald: Ungedruckte Predigten Johann Bugenhagens a. d. J. 1524–1529. Heinsius Verlag, Leipzig 1910.
- Norbert Buske: Die pommersche Kirchenordnung von Johannes Bugenhagen. Text mit Übersetzung, Erläuterung und Einleitung. Thomas Helms Verlag, Schwerin 1985, ISBN 3-931185-14-1.
- Norbert Buske: Ein Bugenhagen-Bildnis in England. Die Wittenberger Reformatoren eingebettet in den Humanismus. In: Pommern 39. 2, 2001, S. 24–27.
- Norbert Buske (Hrsg.): Johannes Bugenhagen: Pomerania Erste Gesamtdarstellung der Geschichte Pommerns. Thomas Helms Verlag, Schwerin 2008, Studienausgabe Schwerin 2009, ISBN 978-3-940207-10-4.
- Norbert Buske: Johannes Bugenhagen. Sein Leben. Seine Zeit. Seine Wirkungen. Thomas Helms Verlag, Schwerin 2010, ISBN 978-3-940207-01-2.
- Irmfried Garbe, Heinrich Kröger (Hrsg.): Johannes Bugenhagen (1485–1558). Der Bischof der Reformation. Evangelische Verlagsanstalt, Leipzig 2010, ISBN 978-3-374-02809-2.
- Georg Geisenhof:  Bibliotheca Bugenhagiana. Bibliographie der Druckschriften des D. Joh. Bugenhagen. M. Heinsius Nachf., Leipzig 1908.
- Ludwig Hänselmann: Bugenhagens Kirchenordnung für die Stadt Braunschweig nach dem niederdeutschen Drucke von 1528 mit historischer Einleitung, den Lesarten der hochdeutschen Bearbeitungen und einem Glossar. Verlag Zwißler, Wolfenbüttel 1885 (Digitalisat).
- Wolf-Dieter Hauschild/Anneliese Bieber-Wallmann: Johannes Bugenhagen. Werke Band 1 1515/16–1524. Verlag Vandenhoeck & Ruprecht, Göttingen 2013.
- Anneliese Bieber-Wallmann (Hrsg.): Johannes Bugenhagen. Werke, Band 2, 1525–1526. Verlag Vandenhoeck & Ruprecht, Göttingen 2024.
- Wolf-Dieter Hauschild (Hrsg.): Lübecker Kirchenordnung von Johannes Bugenhagen 1531. Schmidt-Römhild, Lübeck 1981, ISBN 3-7950-2502-8.
- Annemarie Hübner, Hans Wenn: Johannes Bugenhagen – Der ehrbaren Stadt Hamburg christliche Ordnung 1529. De Ordeninge Pomerani. Hamburg 1976, 1991.
- Ralf Kötter: Johannes Bugenhagens Rechtfertigungslehre und der römische Katholizismus. Studien zum Sendbrief an die Hamburger (1525). Vandenhoeck & Ruprecht, Göttingen 1997.
- Hans-Günter Leder: Johannes Bugenhagen – Gestalt und Wirkung Beiträge zur Bugenhagenforschung aus Anlaß des 500. Geburtstages des Doctor Pomeranus. Ev. Verlagsanstalt, Berlin 1984, Lizenz 420.205-34-84. LSV 6330. H 5485.
- Hans-Günter Leder, Norbert Buske: Reform und Ordnung aus dem Wort. Johannes Bugenhagen und die Reformation im Herzogtum Pommern. Berlin 1985.
- Hans-Günter Leder: Johannes Bugenhagen Pomeranus – Vom Reformer zum Reformator. Studien zur Biographie (= Greifswalder theologische Forschungen 4). Hrsg. Volker Gummelt, 2002, ISBN 3-631-39080-7.
- Hans Lietzmann (Hrsg.): Johannes Bugenhagens Braunschweiger Kirchenordnung 1528. Verlag Marcus & Weber, Bonn 1912.
- Werner Rautenberg (Hrsg.): Johann Bugenhagen – Beiträge zu seinem 400. Todestag. Evangelische Verlagsanstalt, Berlin 1958, Lizenz Nr. 420.205-115-58.
- Christopher Spehr: Reformatorenkinder. Frühneuzeitliche Lebensaufbrüche im Schatten bedeutender Väter. In: Lutherjahrbuch 77 (2010), S. 183–219, bes. S. 211–216.
- Karlheinz Stoll und Anneliese Bieber: Kirchenreform als Gottesdienst. Der Reformator Johannes Bugenhagen 1465–1558. Lutherisches Verlagshaus, Hannover 1985, ISBN 3-7859-0526-2.
- Karl August Traugott Vogt: Johannes Bugenhagen – Pomeranus – Leben und ausgewählte Schriften. R.L. Fridrichs, Elberfeld 1867 (Digitalisat in der Google-Buchsuche).
- Otto Vogt: Dr. Johannes Bugenhagens Briefwechsel. Hildesheim 1966. Mit einem Vorwort und Nachträgen von Eike Wolgast, Reprint der Ausgaben Stettin 1888–99 und Gotha 1910, weiter ergänzt.
- Ernst Volk: Dr. Pommer – Johannes Bugenhagen. Der Reformator im Norden. Verlag der Lutherischen Buchhandlung, 1999.
- Pomerania. Faksimile seiner Handschrift von 1517/1518, erstmalige Übersetzung in die deutsche Sprache. Thomas Helms Verlag, Schwerin, ISBN 978-3-940207-10-4.
- Martin Wehrmann: Johann Bugenhagen – Sein Leben und Wirken. Herrcke und Lebeling, Stettin 1935.

### Fachaufsätze
- Ferdinand Ahuis: Johannes Bugenhagen und England. In: Lutherjahrbuch. Jahrgang 79, 2012, S. 159–182.
- Ferdinand Ahuis: De litera et spiritu. Johannes Bugenhagens Jeremiakommentar von 1546 als Krönung seiner exegetischen Arbeit. In: Lutherjahrbuch. Jahrgang 77, 2010, S. 155–182.
- Georg Buchwald: Bugenhagens Katechismuspredigten vom Jahre 1534. Ein Beitrag zur Geschichte der Katechismuspredigt in Wittenberg. In: Archiv für Reformationsgeschichte. Jahrgang 17, 1920, S. 92.
- Otto Clemen: Bugenhagens Trauformulare. In: Archiv für Reformationsgeschichte (ARG). 3. u. 4. Jahrgang 1905–1907, S. 84.
- Jürgen Diestelmann: Verkündigung und Volksfrömmigkeit in der Braunschweiger Kirchenordnung von 1528. In: Die Reformation in der Stadt Braunschweig. Festschrift 1528–1978, herausgegeben vom Stadtkirchenverband Braunschweig, 1978, S. 93–102.
- Volker Gummelt: Bugenhagens Tätigkeit an der Wittenberger Universität. In Zeitschrift für Kirchengeschichte 1994.
- Volker Gummelt: „Pomeranus hat mich oft getröstet“ Johannes Bugenhagen – Freund und Seelsorger Luthers. In: Luther und seine Freunde. Wittenberg 1998, ISBN 3-933028-09-4.
- Volker Gummelt: Die Auseinandersetzungen über das Abendmahl zwischen Johannes Bugenhagen und Huldrych Zwingli im Jahre 1525. In Alfred Schindler, Hans Stickelberger: Die Zürcher Reformation: Ausstrahlungen und Rückwirkungen. Wissenschaftliche Tagung zum hundertjährigen Bestehen des Zwinglivereins (29. Oktober bis 2. November 1997 in Zürich). Bern 2001, S. 189–201.
- Peter Guttkuhn: Luther und Lübeck. Lübecker Anmerkungen zum Luther-Jahr. In: Vaterstädtische Blätter. 34. Jg., Lübeck 1983, S. 83.
- Gert Haendler: Die Ausbreitung der Reformation in den Ostseeraum und Johannes Bugenhagen.. In: Heinrich Holze: Kirchliche Verbindungen über die Ostsee hinweg in Geschichte und Gegenwart. Ein Überblick, zehn Studien und eine Predigt. Leipzig 1999, S. 120–139.
- Ernst Koch: Unbekannte Stücke des melanchthon- und Bugenhagenbriefwechsels aus Nordhausen in Archiv für Reformationsgeschichte. In: Archiv für Reformationsgeschichte, Jahrgang 72, 1981.
- Hans-Günter Leder: „Mein Lob ist Davids Harffe …“ – Anmerkungen zum Wappen Johannes Bugenhagens. In: Baltische Studien, Jahrgang 80, 1994, S. 25–35.
- Hans-Günter Leder: Johannes Bugenhagens „Pomerania“ – Humanistische Einflüsse auf die frühe Landesgeschichtsschreibung in Pommern. In Wilhelm Kühlmann: Pommern in der Frühen Neuzeit. Literatur und Kultur in Stadt und Region. Tübingen, 1994, S. 61–76.
- Hans-Günter Leder: „Sacerdos Christi, ludimagister Treptovii“. Johannes Bugenhagen in Treptow bis zu seinem Anschluß an den Schul- und Bibelhumanismus (1504–ca. 1515). In Werner Buchholz: Land am Meer. Pommern im Spiegel seiner Geschichte. Köln, 1995 S. 375–404.
- Hans-Günter Leder: Johannes Bugenhagen und die Niederdeutsche Bibel. In: Herbergen der Christenheit 25, 2001–2002, S. 33–43.
- Roderich Schmidt: Johannes Bugenhagen als Mittler in den politischen Eheverhandlungen zwischen Pommern und Sachsen. In: Zeitschrift für Kirchengeschichte 1958.
- Adolf Scholz: Bugenhagens Kirchenordnungen im Verhältnis zueinander. In: Archiv für Reformationsgeschichte, Jahrgang 9, Göttingen 1912, S. 1.
- Anneliese Sprengler-Ruppenthal: „Bugenhagen und das protestantische Kirchenrecht.“ In: Zeitschrift der Savigny-Stiftung für Rechtsgeschichte. Kanonistische Abteilung LVII. Band 88 (1971), S. 196–233.
- Luise Schorn-Schütte: „Papocaesarismus“ der Theologen? Vom Amt des evangelischen Pfarrers in der frühneuzeitlichen Stadtgesellschaft bei Bugenhagen. In: Archiv für Reformationsgeschichte Jahrgang 79, 1988, S. 230.
- Alfred Uckeley: Johannes Bugenhagens Gottesdienstordnung für die Klöster und Stifte in Pommern 1535. In: Archiv für Reformationsgeschichte. Jahrgang 5, 1907/08, S. 113.
- Martin Wehrmann: Von Bugenhagens Visitationstätigkeit in Pommern. In: Archiv für Reformationsgeschichte. Jahrgang 10, 1913, S. 350.
- Eike Wolgast: Zum Briefwechsel Bugenhagens. In: Archiv für Reformationsgeschichte, Jahrgang 58, 1967, S. 73.

### Fachlexika
- Friedrich Wilhelm Bautz: Bugenhagen, Johannes. In: Biographisch-Bibliographisches Kirchenlexikon (BBKL). Band 1, Bautz, Hamm 1975. 2., unveränderte Auflage. Hamm 1990, ISBN 3-88309-013-1, Sp. 805–807 (Artikel/Artikelanfang im Internet-Archive).
- Camerer, Garzmann, Schuegraf (Hrsg.): Braunschweiger Stadtlexikon. Joh. Heinr. Meyer, Braunschweig 1992, ISBN 3-926701-14-5.
- Evangelisches Kirchenlexikon (EKL) Band 1, S. 610, ISBN 3-525-50128-5.
- Hans Hermann Holfelder: Theologische Realenzyklopädie (TRE) Band 7, 1981, ISBN 3-11-008191-1, S. 354–363.
- Gustav Kawerau: Realenzyklopädie für protestantische Theologie und Kirche (RE), Bd. 3. Hinrichs, Leipzig, S. 525.
- Julius Köstlin: Bugenhagen, Johannes. In: Allgemeine Deutsche Biographie (ADB). Band 3, Duncker & Humblot, Leipzig 1876, S. 504–508.
- Christian Gottlieb Jöcher: Allgemeines Gelehrten–Lexikon. 1. Teil: A–D. Spalte 1470. Leipzig 1750.
- Lexikon für Theologie und Kirche (LThK) II, 761.
- Gerhard Müller: Religion in Geschichte und Gegenwart (RGG4). Mohr Siebeck, 1997, ISBN 3-16-118452-1, Band 1, Spalte 1852.
- Bugenhagen, Johannes. In: Heinz Scheible (Hrsg.): Melanchthons Briefwechsel. Band 11, Personen A–E. Stuttgart–Bad Cannstatt 2003, S. 234–237.
- Robert Stupperich: Reformatorenlexikon. Max Mohn, Gütersloh 1984, ISBN 3-579-00123-X.
- Ernst Wolf: Bugenhagen, Johannes. In: Neue Deutsche Biographie (NDB). Band 3, Duncker & Humblot, Berlin 1957, ISBN 3-428-00184-2, S. 9 (Digitalisat).